# Дилан, Боб
Ро́берт (Боб) Ди́лан (англ. Robert «Bob» Dylan; имя при рождении — Ро́берт А́ллен Ци́ммерман (англ. Robert Allen Zimmerman); род. 24 мая 1941, Дулут, Миннесота, США) — американский поэт, автор-исполнитель, художник, писатель и киноактёр. Одна из самых влиятельных фигур в поп-музыке на протяжении последних шестидесяти лет. Лауреат Нобелевской премии по литературе за 2016 год «За создание новых поэтических выражений в великой американской песенной традиции» («For having created new poetic expressions within the great American song tradition»).
Большая часть самых известных работ музыканта была написана в 1960-х годах, когда его провозгласили «голосом поколения» и одной из главных персон протеста, чему способствовали такие песни, как «Blowin’ in the Wind» и «The Times They Are a-Changin’», которые стали гимнами движения за гражданские права и движения против войны во Вьетнаме. В 1965 году он кардинально сменил звучание, тем самым отколовшись от американского фолк-движения и своей ранней фанатской базы, записав культовый шестиминутный сингл «Like a Rolling Stone», новаторская концепция которого считается одним из переломных моментов в поп-музыке XX века.
Тексты Дилана содержат широкий спектр политических, социальных, философских и литературных тенденций. Творчество музыканта бросило вызов существовавшим правилам поп-музыки и стало важной частью развивавшегося контркультурного направления. Вдохновлённый артистизмом Литл Ричарда и поэтическим стилем Вуди Гатри, Роберта Джонсона и Хэнка Уильямса, Дилан расширил и персонализировал музыкальные жанры. На протяжении карьеры Дилан поработал с большей их частью — от фолка, блюза и кантри до госпела, рок-н-ролла и рокабилли, от английской, шотландской и ирландской народной музыки до джаза и традиционных американских песен. Однако, несмотря на признание Дилана как выдающегося музыканта и продюсера, критики в первую очередь отмечают его литературное мастерство, умение поднимать серьёзные темы, философскую и интеллектуальную составляющую его текстов, сопоставимых с «высокой поэзией», а также его влияние на многих исполнителей своего поколения, включая Джонни Кэша, Нила Янга, Патти Смит, Леонарда Коэна и The Beatles.
После релиза дебютного альбома в 1962 году Дилан совершил прорыв, выпустив пластинку The Freewheelin' Bob Dylan (1963), включающую песни «Blowin’ in the Wind» и «A Hard Rain’s a-Gonna Fall», а также ещё несколько композиций, прочно ставших символами эпохи. В 1964 году последовало издание политизированного The Times They Are a-Changin’ и более абстрактного Another Side of Bob Dylan. После этого за 18 месяцев музыкант записал три своих самых важных и влиятельных альбома 1960-х годов: Bringing It All Back Home, Highway 61 Revisited и Blonde on Blonde. В 1966 году после аварии на мотоцикле Дилан снизил публичную деятельность. В этот период он много работал с группой The Band, участники которой также выступали с ним в качестве концертной группы; результатом совместной деятельности стал альбом The Basement Tapes, выпущенный в 1975 году. В конце 1960-х — начале 1970-х годов Дилан увлёкся музыкой кантри, что выразилось в материале пластинок John Wesley Harding, Nashville Skyline и New Morning. В 1975 году был выпущен Blood on the Tracks, один из ключевых релизов в карьере музыканта, за ним последовал ещё один успешный альбом — Desire (1976). В конце 1970-х Дилан обратился к христианству и выпустил серию альбомов в стиле госпел, в частности, Slow Train Coming, после чего вернулся к своему традиционному рок-звучанию в лонгплее Infidels. Среди наиболее знаковых работ поздней карьеры музыканта критики выделяют Time Out of Mind, Love and Theft и Tempest. Последние альбомы Дилана посвящены традиционной американской музыке, в частности, песням из «Великого Американского Песенника» и творчеству Фрэнка Синатры. С конца 1980-х Дилан организовал регулярный гастрольный тур, т. н. Бесконечный тур, где выступает вместе со своей сценической группой на гитаре, клавишных и губной гармонике.
Дилан — один из самых коммерчески успешных музыкантов всех времён: по состоянию на 2017 год суммарный тираж его альбомов превышает 100 миллионов копий. На протяжении всей своей карьеры Дилан был удостоен множества престижных наград, включая двенадцать премий «Грэмми», один «Оскар» и один «Золотой глобус». Помимо этого, он был включён в Зал славы рок-н-ролла, Зал славы авторов песен и Зал славы авторов песен Нэшвилла. Кроме того музыкант является лауреатом Пулитцеровской премии — «за глубокое влияние на популярную музыку и американскую культуру, отмеченное лирическими композициями необычайной поэтической силы»; Президентской медали Свободы — как «один из самых влиятельных музыкантов XX века […]», известный благодаря своим «ярким поэтическим текстам» и творчеству, «значительно повлиявшим на движение за гражданские права в 1960-е годы и на американскую культуру последних пятидесяти лет»; а также Нобелевской премии по литературе — «за создание новых поэтических выражений в великой американской песенной традиции». Первый музыкант в истории, чьи альбомы на протяжении шестидесяти лет, начиная с 1960-х годов, оказывались в Top-40 американского хит-парада Billboard 200.

## Биография

### Детство

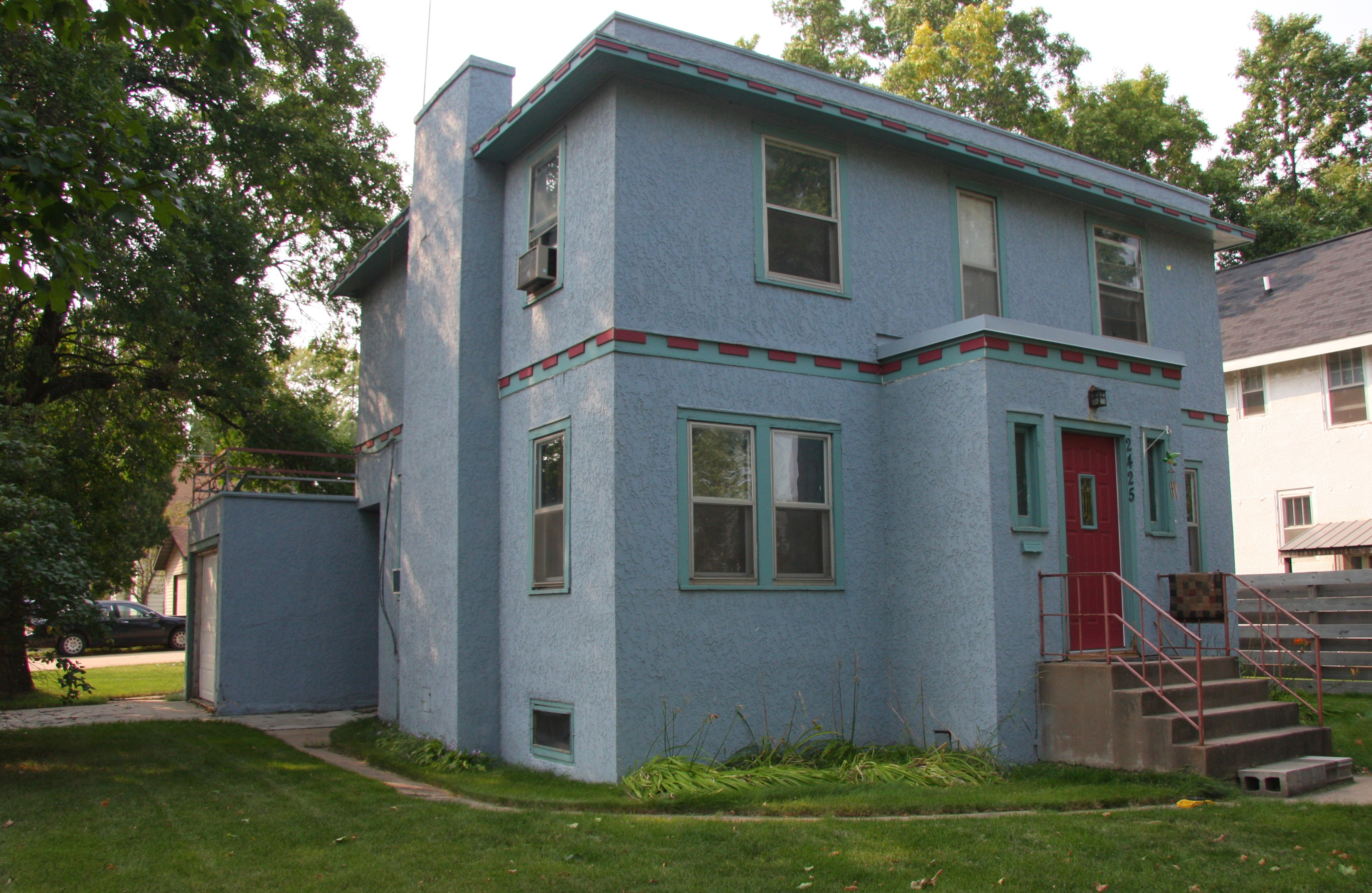
Дом семьи Циммерман в Хиббинге, штат Миннесота (округ Месаби)

Боб Дилан (урождённый Роберт Аллен Циммерман; еврейское имя שבתאי זיסל בן אברהם [Шабтай Зисл бен Авраам]) родился 24 мая 1941 года в госпитале Святой Марии в портовом городе Дулуте (штат Миннесота), что расположен на западном берегу озера Верхнее. Детство провёл в городе Хиббинге, находящемся к северо-западу от Дулута в том же округе Сент-Луис штата Миннесота в крупнейшем горнопромышленном районе Месаби. У Дилана есть младший брат по имени Дэвид.
Его бабушка и дедушка по отцовской линии, Зигман и Анна Циммерман, эмигрировали из Одессы (Российская империя) в Соединённые Штаты после антисемитского погрома 1905 года. Его бабушка и дедушка по материнской линии, Бен и Флоренс Стоун, — литовские евреи, прибывшие в Соединённые Штаты в 1902 году. В автобиографии Дилан писал, что девичья фамилия бабушки по отцовской линии была Киргиз (англ. Kirghiz), а её семья происходила из города Кагызмана, провинции Карс в северо-восточной Турции.
Родители Дилана: отец Абрам Циммерман, владелец магазина электроприборов, и мать Беатрис (Битти) Стоун — были частью небольшой сплочённой еврейской общины. Первые шесть лет жизни Дилан провёл в Дулуте, а после болезни отца (который подхватил полиомиелит) его семья переехала в Хиббинг, родной город матери музыканта, и там они прожили до конца детства Роберта. С юных лет Дилан проявлял интерес к музыке — сначала к блюзу и кантри, которые он слушал по радио со станций, транслировавших сигнал из города Шривпорт, штат Луизиана, а позже, уже подростком — к рок-н-роллу.
Во время учёбы в средней школе Хиббинга Дилан сформировал несколько любительских групп. Так, один из его коллективов — The Golden Chords — исполнял кавер-версии песен Литл Ричарда и Элвиса Пресли. Однажды группа выступила на школьном конкурсе талантов, сыграв композицию «Rock and Roll Is Here to Stay» группы Danny & the Juniors, однако их исполнение было настолько громким, что директор был вынужден отключить микрофон. 31 января 1959 года, за три дня до своей смерти, Бадди Холли выступил в Оружейной палате Дулута. Семнадцатилетний Циммерман был одним из тех, кто находился в зале; в своей нобелевской речи Дилан вспомнил: «Он вдруг взглянул мне прямиком в глаза — и что-то передал [своим взглядом]. Я не знал, что. И у меня мурашки по коже побежали».
В 1959 году его выпускной альбом был озаглавлен «Роберт Циммерман: присоединиться к Литл Ричарду». В том же году, под псевдонимом Элстон Ганн (англ. Elston Gunnn), он провёл две деловые встречи с певцом Бобби Ви, на которых демонстрировал свои музыкальные навыки игрой на фортепиано.
В сентябре 1959 года Циммерман переехал в Миннеаполис и поступил в Миннесотский университет.
Его внимание к рок-н-роллу сменилось увлечением американской фолк-музыкой. В 1985 году он отмечал: 
Дело в том, что рок-н-ролла для меня всё равно было бы недостаточно… В нём были отличные мелодии и пульсирующий ритм… но эти песни были несерьёзными, они не отражали реальную жизнь. Когда я увлёкся фолк-музыкой, то понял — вот более серьёзная вещь. В этих песнях было больше отчаяния, больше грусти, больше торжества, больше веры в сверхъестественное, они были наполнены гораздо более глубокими чувствами.
[…] Неимоверно тяжко не поддаваться искушениям, не стать кумиром, избежать ярлыков, какими бы те ни были — «голос поколения», «борец за идею», «великий артист» или «господь бог». «Большой Брат Бунта, Верховный Жрец Протеста, Царь Диссидентов, Герцог Непослушания, Лидер Халявщиков, Кайзер Отступничества, Архиепископ Анархии, Шишка Тупости».
Во время учёбы в университете Циммерман сблизился с еврейским студенческим братством «Сигма Альфа Мю» (в котором состоял некоторое время), а также начал выступать в кафе «Ten O’Clock Scholar», которое находилось в нескольких кварталах от его кампуса. Кроме того, он стал одним из участников фолк-сцены Динкитауна (одного из районов Миннеаполиса).
Именно в этот период Роберт Циммерман и взял себе псевдоним «Боб Дилан». В своих мемуарах он отмечал, что остановился на менее распространённом варианте фамилии Диллон (которую рассматривал изначально) после того, как наткнулся на сборник стихов Дилана Томаса. В интервью 2004 года, рассуждая о причине выбора псевдонима, Дилан заметил: «Ты рождаешься, знаете, [бывают] неправильные имена, неправильные родители. Я имею в виду, такое случается. Вы вольны называть себя так, как вы хотите. Это — свободная страна».

### 1960-е

#### Переезд в Нью-Йорк и первый контракт

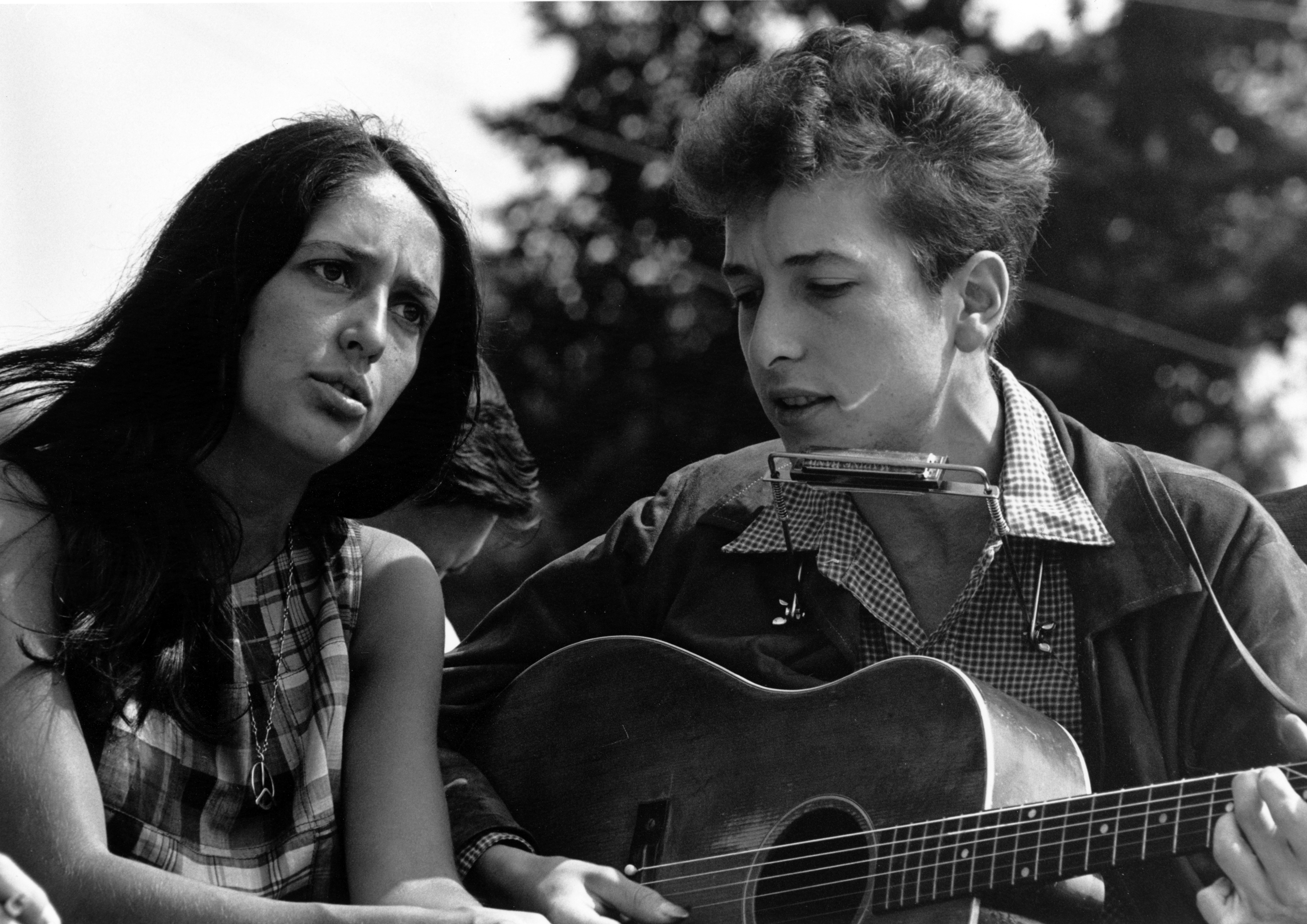
Боб Дилан и Джоан Баэз во время акции «Марша на Вашингтон за рабочие места и свободу», 28 августа 1963 года

Дилан бросил университет в конце первого учебного года (май 1960). В январе 1961 года он отправился в Нью-Йорк, чтобы отыграть там несколько шоу и посетить своего музыкального кумира Вуди Гатри, который, на тот момент, довольно продолжительное время находился в психиатрической клинике Грейстоун-Парк, что было связано с обнаружением у него болезни Гентингтона. Гатри стал откровением для молодого Дилана и сильнейшим образом повлиял на его ранние выступления. Впоследствии, описывая влияние Гатри, музыкант отмечал: «В [его песнях] звучал бесконечный простор всего человечества… [Он] был подлинным голосом американского духа. Я сказал себе, что стану величайшим учеником Гатри». Помимо посещения Гатри в больнице, Дилан подружился с протеже музыканта — Джеком Эллиоттом, который адаптировал бо́льшую часть репертуара Гатри. Впоследствии Дилан отдал ему дань уважения в своих мемуарах «Chronicles: Volume One».
С февраля 1961 года Дилан выступал в клубах, расположенных вблизи Гринвич-Виллиджа, подружившись и набираясь опыта у местных фолк-исполнителей, в том числе Дэйва Ван Ронка, Фреда Нила, Одетты Холмс, New Lost City Ramblers, а также ирландской группы The Clancy Brothers and Tommy Makem. Критик The New York Times Роберт Шелтон впервые упомянул о Дилане в прессе, публикуя обзор двенадцатичасового музыкального капустника «Hootenanny», организованного Иззи Янгом 29 июля 1961 года на радиостанции WRVR: «Среди новых перспективных талантов, заслуживающих упоминания, 20-летний последователь Гатри по имени Боб Дилан, обладающий странным, захватывающим бормотанием и пронизанным кантри стилем». Это была первая радиопередача Дилана, проходившая в прямом эфире.
В сентябре Шелтон продолжил освещать карьеру Дилана, написав крайне восторженное эссе под впечатлением от его выступления в «Gerde's Folk City».
В том же месяце Дилан принял участие в записи третьей пластинки фолк-певицы Каролин Хестер, где сыграл на губной гармонике. Талантливый музыкант обратил на себя внимание продюсера альбома, Джона Хэммонда, который предложил Дилану подписать контракт с лейблом Columbia Records.
Этот альбом остаётся одним из моих самых любимых у Дилана. Если бы это записал другой исполнитель, мы бы назвали его классиком, потому что это великолепная интерпретация американской народной музыки певцом со свежим, чистым и энергичным голосом. Начинающий певец исполнял очень старые песни. Но поскольку это сделал Дилан, который хотел доказать своё мастерство как автора песен, этот альбом немного недооценён.
Первый альбом Боба Дилана, выпущенный 19 марта 1962 года, содержал элементы фолка и блюза. Он включал тринадцать композиций, однако только две из них были оригинальными. В рецензии журнала Billboard Дилана назвали «одним из самых интересных молодых исполнителей, появившихся в музыке поп-фолк за последние годы». Однако, продажи Bob Dylan в первый год составили всего около 5000 копий, что лишь немногим превысило вложенные в него средства. Некоторые представители лейбла за глаза называли певца «Ошибкой Хэммонда» и предлагали расторгнуть его контракт в одностороннем порядке, а также убрать его имя с обложки альбома, однако продюсер отстоял Дилана, заявив: «Только через мой труп!». В марте 1962 года Дилан принял участие в работе над пластинкой Three Kings and the Queen, где аккомпанировал Виктории Спайви и Биг Джо Уильямсу — исполнив бэк-вокал и партию гармоники. В период работы в Columbia Records Дилан пользовался псевдонимом Слепой Паренёк Грант (англ. Blind Boy Grunt), когда сотрудничал с фолк-журналом Broadside (который также функционировал как лейбл). Помимо этого, музыкант использовал псевдонимы: Боб Лэнди (англ. Bob Landy) для записи сборника The Blues Project, выпущенного Elektra Records (где выступил в качестве пианиста), а также Тедхэм Портерхаус (англ. Tedham Porterhouse) во время работы над одноимённой пластинкой Джека Эллиотта, где сыграл на губной гармонике.
В августе 1962 года Дилан принял два важных решения, повлиявших на его карьеру: он официально изменил своё имя на Роберт Дилан и подписал контракт с Альбертом Гроссманом (в июне 1961 года Дилан заключил соглашение с Роем Сильвером, в 1962 году Гроссман заплатил Сильверу 10 000 долларов, чтобы стать единоличным менеджером музыканта). Гроссман оставался менеджером Дилана до 1970 года, он был известен своим конфронтационным характером, а также преданностью и заботой о своём подопечном. По словам Дилана: «Отчасти, он был похож на типаж полковника Тома Паркера… вы могли буквально кожей почувствовать его приближение». Напряжённые отношения между Гроссманом и Джоном Хэммондом привели к тому, что перед записью второго альбома последний был заменён на молодого афроамериканского джазового продюсера, Тома Уилсона.
В тот же период Дилан совершил свой первый визит в Великобританию, где пробыл с декабря 1962 по январь 1963 года. Он был приглашён режиссёром Филипом Сэвиллом, чтобы принять участие в телеспектакле «Сумасшедший дом на Касл-Стрит», который снимался Сэвиллом для BBC Television.
В конце спектакля Дилан исполнил «Blowin 'in the Wind» — это было одно из первых публичных выступлений музыканта. Однако в 1968 году мастер-лента спектакля была стёрта персоналом BBC, предположительно для перезаписи (что было распространённой практикой в те годы). Во время пребывания в Лондоне Дилан выступил в нескольких местных фолк-клубах, включая «The Troubadour», «Les Cousins» и «Bunjies». Кроме того, он ознакомился с материалом британских фолк-исполнителей, включая Мартина Карти.
К моменту выхода своего второго альбома The Freewheelin' Bob Dylan (май 1963) Дилан начал делать себе имя не только как певец, но и как автор-исполнитель. Многие композиции этой пластинки затрагивали протестные темы, частично они были вдохновлены творчеством Вуди Гатри, также на них повлияла любовь Пита Сигера (ещё одного кумира Дилана) к актуальным проблемам. К примеру, песня «Oxford Town» базировалась на скандале вокруг Джеймса Мередита — первого чернокожего студента, который попытался поступить в Миссисипский университет, и связанных с этим инцидентом событиях.
Альбом был составлен почти полностью из оригинальных песен, в том числе знаменитых песен протеста. «The Hard Rain’s a-Gonna Fall» обычно считается аллегорией ядерного холокоста, «Masters of War» направлена против военной машины, а чёрный юмор «Talking World War III Blues» идёт от атмосферы холодной войны. Общие рассуждения о судьбе человечества были положены в основу «Blowin' in the Wind», которая стала первой классической песней Дилана, когда её спели Peter, Paul and Mary.
Мелодия заглавной композиции, «Blowin' in the Wind», частично была основана на старом негритянском спиричуэлсе «No More Auction Block», в свою очередь её текст ставил под сомнение социальный и политический статус-кво современного американского бытия. Песня стала чрезвычайно популярной среди других артистов, так, кавер-версия, записанная группой Peter, Paul and Mary, добралась до 2-го места чарта Billboard Hot 100.
Ещё одна композиция пластинки — «A Hard Rain’s a-Gonna Fall» — базировалась на народной балладе «Lord Randall». Текст песни содержал завуалированные отсылки к грядущему апокалипсису, что получило дополнительный резонанс из-за Карибского кризиса, развернувшегося через несколько недель после того, как Дилан представил её публике. Как и «Blowin' in the Wind», «A Hard Rain’s a-Gonna Fall» ознаменовала новое направление в сочинении песен, сочетая в себе поток сознания и имажизм с традиционной фолковой формой. По словам певицы Сюзанн Веги: «Для него [Дилана] это было удивительное время — он смог передать в песнях все эти влияния [процессы происходящие в стране]. В этом альбоме чувствуется дух времени. Возможно, это самый важный альбом Дилана. Он определил всё его последующее творчество».

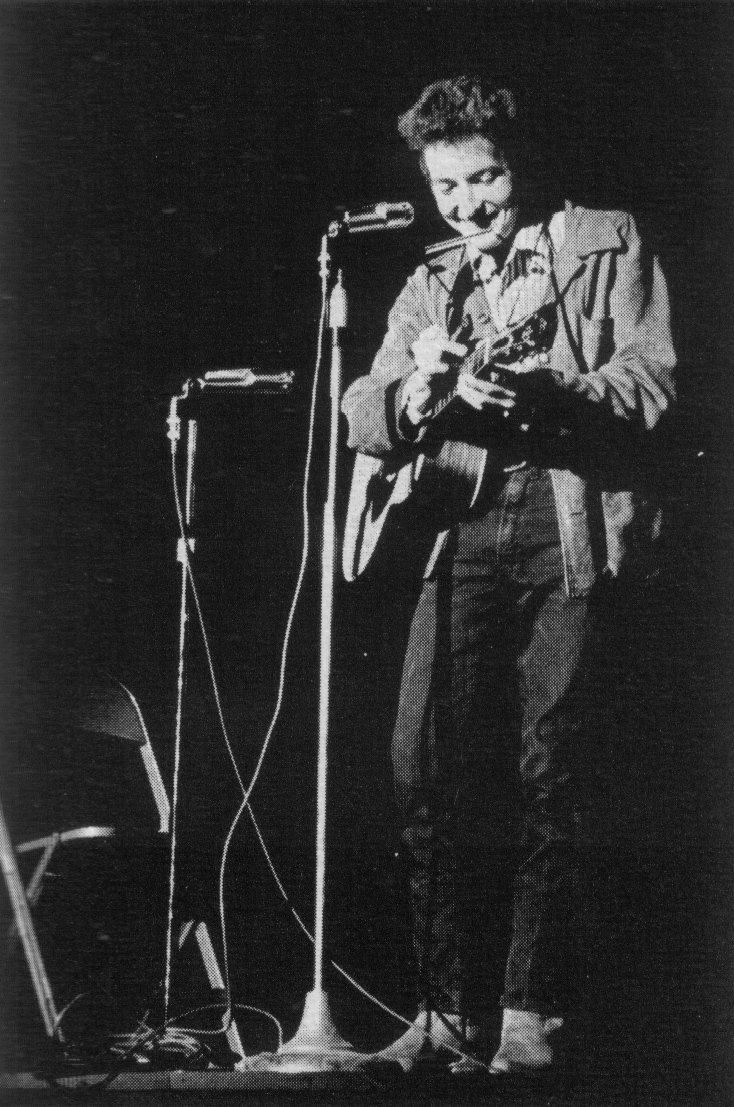
Боб Дилан, ноябрь 1963 года

Злободневные песни Дилана укрепили его раннюю репутацию, он стал восприниматься как не́что большее, чем просто автор песен. Публицистка Джанет Маслин писала о The Freewheelin’': «Это были песни, которые сделали [Дилана] голосом его поколения — тем, кто подразумевал, насколько обеспокоены молодые американцы темами ядерного разоружения и растущего движения за гражданские права: сочетание морального авторитета и инакомыслия было, пожалуй, наиболее актуальным из его атрибутов». Помимо этого, пластинка содержала песни о любви и сюрреалистичный блюз, исполняемый в манере монолога. Другими важными характерными особенностями Дилана были юмор, а также диапазон тем и оригинальная подача материала, которые произвели глубокое впечатление на аудиторию, включая The Beatles. По словам Джорджа Харрисона: «Мы заслушали [этот альбом] буквально до дыр. Содержание текстов песен и его мировоззрение — были невероятно оригинальными и удивительными».
Острая тематика песен Дилана отпугивала некоторую часть аудитории, однако, привлекала другую. Джойс Кэрол Оутс писала: «Когда мы впервые услышали этот сырой, очень молодой и, казалось бы, необработанный голос, нарочито гнусавый, как будто запела наждачная бумага, эффект был драматичным и электризующим». Многие ранние песни Дилана доходили до общественности через более мелодичные версии других исполнителей, таких как Джоан Баэз, которая стала сторонником Дилана, а также его возлюбленной. Баэз оказывала воздействие, чтобы расширить известность Дилана, записав несколько его ранних песен и приглашая музыканта на сцену во время своих концертов.
«Понадобилось не так много времени, чтобы люди поняли, что он был чертовски особенным», — говорила Баэз.
В числе других исполнителей 1960-х годов, записавших песни Дилана, которые стали хитами, были: The Byrds, Sonny & Cher, The Hollies, Peter, Paul and Mary, The Association, Manfred Mann и The Turtles. Большинство из них интерпретировали материал в более ритмичных и мелодичных аранжировках, ближе к поп-музыке, в то время как Дилан и Баэз исполняли его, в основном, в виде лаконичных фолк-песен. В итоге кавер-версии стали настолько вездесущими, что руководство CBS начало продвигать музыканта под слоганом: «Никто не поёт Дилана, как сам Дилан».
Песня «Mixed-Up Confusion», записанная во время сессий The Freewheelin’ с приглашёнными музыкантами, была выпущена в качестве сингла, однако, вскоре весь его тираж был отозван. Это было связано с тем, что в отличие от большинства композиций альбома, представляющих собой сольное исполнение под гитару, звучание сингла продемонстрировало готовность Дилана экспериментировать с другими жанрами, в частности — рокабилли. Впоследствии Кэмерон Кроу описал его как «захватывающий взгляд на фолк-музыканта, разум которого бредёт по направлению к Элвису и Sun Records».

#### Протест иAnother Side
Боба Дилана часто называют исполнителем песен протеста, однако в его репертуаре такие песни преобладали относительно недолго. Тем не менее именно эти песни сделали его звездой и, возможно, против его желания, сформировали его образ выразителя настроений поколения. Ни один другой альбом не отражает этот этап его карьеры, а заглавная песня «The Times They Are a-Changin’» стала одной из самых известный песен протеста.
В мае 1963 года Дилан резко повысил свой политический статус после того, как принял решение не выступать на «Шоу Эда Салливана». Это было связано с тем, что во время репетиции музыканта один из редакторов телеканала CBS подошёл к нему и сказал, что содержание песни «Talkin 'John Birch Paranoid Blues» может быть воспринято членами «Общества Джона Бёрча» как потенциальная клевета, тем самым намекая отказаться от её исполнения. Вместо того, чтобы подчиниться цензуре, Дилан отказался выходить на сцену.
К этому времени Дилан и Баэз были видными представителями движения за гражданские права, 28 августа 1963 года они выступили дуэтом во время Марша на Вашингтон. Третий альбом Дилана, The Times They Are a-Changin’, отражал более политизированную и циничную сторону музыканта. Большинство песен было посвящено актуальным событиям: «Only a Pawn in Their Game» — убийству Медгара Эверса (активиста движения за права чернокожих); а «The Lonesome Death of Hattie Carroll» (написанная под влиянием творчества Бертольта Брехта и Курта Вайля) — смерти чернокожей барменши Хэтти Кэрролл от руки молодого белого аристократа Уильяма Зантзингера. В свою очередь, композиции «Ballad of Hollis Brown» и «North Country Blues» затрагивали тему отчаяния, вызванного развалом фермерских и горнодобывающих сообществ. Помимо политизированного материала, пластинка содержала две песни о любви — «Boots of Spanish Leather» и «One Too Many Mornings». В 1969 году, во время сессий альбома Nashville Skyline, Дилан и Джонни Кэш записали «One Too Many Mornings» дуэтом, однако, она так и не была выпущена.
К концу 1963 года Дилан начал чувствовать себя ведомым и скованным протестным и фолк-движениями. Принимая «Награду Томаса Пейна» от Национального комитета по гражданским свободам, вскоре после убийства Джона Кеннеди, пьяный Дилан поставил под сомнение значение комитета, охарактеризовав его членов как старых и лысеющих и утверждая, что видит что-то своё, а также каждого человека, в убийце Кеннеди, Ли Харви Освальде.
Альбом Another Side of Bob Dylan, записанный в июне 1964 года за один вечер, имел более лёгкое настроение. Дилан вновь продемонстрировал свои юмористические качества в песнях «I Shall Be Free No. 10» и «Motorpsycho Nightmare». В свою очередь, «Spanish Harlem Incident» и «To Ramona» представляли собой страстные любовные баллады, а композиции «Black Crow Blues» и «I Don’t Believe You (She Acts Like We Never Have Met)» были своеобразными аллюзиями на то, что скоро в музыке Дилана будет доминировать рок-н-ролл. Кажущаяся на первый взгляд песней об отвергнутой любви — «It Ain’t Me Babe», была интерпретирована как завуалированный отказ автора от навязываемой ему роли политического оратора. Новое творческое направление Дилана было отражено в двух длинных композициях: импрессионистической «Chimes of Freedom», в которой социальные комментарии переплетались с плотным метафорическим пейзажем, в стиле, описанным Алленом Гинзбергом «цепочками мелькающих образов» и «My Back Pages», в которой музыкант обрушивался на топорную и злорадную серьёзность своих ранних произведений и, отчасти, предсказывал негативную реакцию, которая последовала со стороны его бывших единомышленников после того, как музыкант выбрал новое творческое направление. Коммерческий результат пластинки оказался хуже двух предыдущих — она добралась лишь до 43-го места в чарте Billboard, к тому же, многие поклонники музыканта были разочарованы явным отказом от протестной темы. По словам Пола Вулфа из журнала Broadside: «Новые песни Дилана удивили всех, — большинство было разочаровано, некоторые посчитали эти песни отвратительными и почти все не могли понять, что случилось с Диланом. Казалось, что певец, творчество которого раньше было полным энергии и поднимающим важные темы, теперь пишет непонятные безобидные песни».
В течение второй половины 1964 и в 1965 году Дилан трансформировался из фолк-музыканта в поп-звезду. Его джинсы и фланелевую рубашку сменил гардероб в стиле Карнаби-стрит, заострённые ботинки «как у The Beatles» и солнцезащитные очки, которые он не снимал ни днём ни ночью. Лондонская пресса так описывала Дилана: «Волосы, которые могут искривить расчёску. Кричащая рубашка, которая способна затмить неоновые огни Лестер-сквер. Он выглядит как истощённый какаду». В этот же период Дилан начал вступать в полемику с интервьюерами. Так, во время участия в ток-шоу Леса Крейна он резко ответил на вопрос ведущего о запланированном им кинопроекте, заявив, что это будет ковбойский фильм ужасов. После уточнения, будет ли он играть ковбоя, Дилан парировал: «Нет, я буду играть свою мать».

#### Новое направление

Боб Дилан и рок-группа The Byrds, записавшая чрезвычайно успешную кавер-версию его песни «Mr. Tambourine Man», во время выступления в ночном клубе Ciro's, 26 марта 1965 года

Выпущенный в конце марта 1965 года альбом Bringing It All Back Home стал ещё одним шагом Дилана по направлению к новому звучанию, продемонстрировав первые записи музыканта с электрическими инструментами. Дебютный сингл пластинки — «Subterranean Homesick Blues» — был во многом обязан своему появлению песне «Too Much Monkey Business» Чака Берри, его текст представлял собой свободно ассоциирующиеся образы и был охарактеризован как оммаж поэзии битников и как предшественник рэпа и хип-хопа. Для песни был снят видеоклип (один из первых в своём роде), который представлял собой первый отрывок из фильма Донна Аланна Пеннебейкера «Не оглядывайся» — синема верите о путешествии Дилана в Великобританию в 1965 году. Вместо имитирования песни Дилан проиллюстрировал её ключевые слова на табличках, которые бросал на землю по мере её прогрессирования. По словам Пеннебейкера, эта идея была предложена Диланом, впоследствии она была спародирована во многих музыкальных клипах и телевизионной рекламе.
Вторая сторона пластинки содержала четыре длинные песни, на которых Дилан аккомпанировал себе на акустической гитаре и губной гармонике. Композиция «Mr. Tambourine Man» стала одной из самых известных песен Дилана, после того как группа The Byrds записали её электрический вариант, который достиг верхней строчки чартов США и Великобритании. В свою очередь, «It’s All Over Now, Baby Blue» и «It’s Alright, Ma (I’m Only Bleeding)» были признаны ещё двумя важными композициями музыканта. Bringing It All Back Home стал первым альбомом музыканта, отметившимся в Top-10 чарта Billboard. В рецензии Boston Broadside отмечалось: «Дилан как личность наконец обрёл свою естественную среду обитания, а сам жанр фолка теперь обрёл новое направление», что было намёком на ключевую роль исполнителя в развитии фолк-рока.
В 1965 году, выступая на Ньюпортском фолк-фестивале, Дилан, будучи гвоздём программы, впервые со времён средней школы отыграл концертный сет на электрогитаре. Вместе с ним выступала группа профессиональных музыкантов, включая Майка Блумфилда на гитаре и Эла Купера на орга́не.
Выступление при поддержке Блюзовой Группы Пола Баттерфилда (англ. Paul Butterfield Blues Band) вызвало недовольство слушателей и таких фолк-деятелей, как Пит Сигер и Алан Ломакс. Накануне, в субботу 24 июля, Ломакс поставил под сомнение аутентичность электрифицированного и мультирасового коллектива Баттерфилда. В публичной речи он заявил, что «были времена, когда фермер брал коробку, приделывал к ней топорище, натягивал несколько струн, садился в тени дерева и играл какой-нибудь блюз для себя и своих друзей. Теперь у нас появились эти ребята, и им нужно всё это модное оборудование, чтобы играть блюз. У нас есть лучшие в мире блюзовые музыканты, которые играют свою простую музыку на простых инструментах. Давайте выясним, умеют ли они вообще играть». Дилан собрал участников группы Баттерфилда для репетиции, и на следующий день появился с ними на сцене фестиваля.
Дилан уже выступал в Ньюпорте в 1963 и 1964 годах, но в этот раз аплодисменты сопровождались гулом недовольства, в итоге, музыкант покинул сцену после исполнения трёх песен. Согласно одной версии, негодовали поклонники фолк-музыки, возмущённые неожиданным появлением Дилана с электрогитарой. По словам Мюррея Лернера, который занимался съёмкой выступления, он «абсолютно уверен, что они освистывали Дилана».
Согласно другой версии, часть публики была расстроена плохим звуком (что подтверждается сохранившимися записями) и коротким выступлением музыканта. Купер, а также один из организаторов фестиваля поддержали это мнение, последний подчеркнул, что недовольные возгласы были реакцией на заявление ведущего о том, что времени хватит только на короткий концерт музыканта.
Тем не менее выступление Дилана вызвало враждебную реакцию фолк-сообщества. В сентябрьском выпуске журнала Sing Out!, Юэн Маккол писал: «Наши традиционные песни и баллады — это творения необыкновенно талантливых артистов, работающих в дисциплинах, сформированных с течением времени… „А что там с Бобби Диланом?“ кричат возмущённые подростки… Только совершенно лояльная аудитория, вскормленная на жидкой каше поп-музыки, могла запасть на такую второсортную чушь». Тем не менее впоследствии эксперты сходились во мнении, что, «несмотря на недовольство, а временами даже гнев любителей фолк-музыки», музыкант завоевал больше поклонников, чем потерял.
29 июля, спустя четыре дня после Ньюпортского фестиваля, Дилан вернулся в нью-йоркскую студию, где записал композицию «Positively 4th Street». Текст песни содержал образы мести и паранойи, позднее он был интерпретирован как довольно резкий выпад музыканта в сторону своих бывших коллег из фолк-движения — друзей, которых он знал по клубам западнее 4-й улицы Манхэттена.

#### Highway 61 Revisited и Blonde on Blonde
Я думаю, что он произвёл такой же переворот, как «Гражданин Кейн», «West End Blues» Армстронга и «Now's the Time» Чарли Паркера. […] Без сомнения альбом меняет парадигму, динамику и представление всех людей о том, что возможно и что они должны пытаться сделать.
В июле 1965 года сингл «Like A Rolling Stone» достиг 2-й и 4-й строчки в чартах США и Великобритании соответственно. За шесть минут песня изменила представление о привычном поп-сингле. Брюс Спрингстин на церемонии принятия Дилана в Зал славы рок-н-ролла, заявил: «она звучала так, как будто кто-то распахнул дверь в твой разум…». В 2004 и в 2011 годах журнал Rolling Stone назвал «Like A Rolling Stone» «величайшей песней всех времён».
Композиция открывала шестой альбом Дилана, Highway 61 Revisited, названный в честь дороги, которая привела музыканта из Миннесоты в творческий эпицентр Нового Орлеана. Другие песни альбома продолжали музыкальное настроение хит-сингла, чему способствовали блюзовая гитара Майкла Блумфилда и рок-н-ролльный орга́н Эла Купера. Единственным исключением была заключительная композиция «Desolation Row» — мелодия которой базировалась на звуке акустической гитары и лаконичного ба́са. В её тексте Дилан ссылался на известных персонажей Западной культуры, а также проводил аллюзии на библейские и исторические события. Рок-музыкант Энди Гилл так описал эту песню: «эпопея из 11-ти минут энтропии, которая принимает форму феллиниевского парада гротеска, с огромным количеством знаменитых персонажей: исторических (Эйнштейн, Нерон), библейских (Ной, Каин и Авель), вымышленных (Офелия, Ромео, Золушка), литературных (Т. С. Элиот и Эзра Паунд), и даже таких, которые не вписываются ни в одну из этих категорий, таких как, Доктор Мразь и его подозрительная медсестричка».
Для продвижения альбома Дилан организовал два выступления в США вместе с Элом Купером и Харви Бруксом — музыкантами его студийной команды, — а также Робби Робертсоном и Левоном Хелмом, бывшими участниками группы Ронни Хокинса The Hawks. Первый концерт проходил 28 августа на теннисном стадионе Форест-Хиллз, музыканты были потрясены реакцией аудитории, которая всё ещё была недовольна электрическим звуком Дилана. Тем не менее отношение к ним на следующем концерте, 3 сентября в Голливуд-боул, было более дружелюбным.
24 сентября в Остине стартовал шестимесячный гастрольный тур Дилана, во время которого он путешествовал по городам Северной Америки. Вместе с ним в турне отправились пять музыкантов из группы The Hawks, которые вскоре сформировали коллектив под названием The Band. Несмотря на то, что аудитория становилась всё более лояльной к новому репертуару музыканта, публика не́сколько охладела к его студийным работам. В связи с этим, продюсер Боб Джонстон убедил Дилана попробовать записать что-нибудь в Нэшвилле, совместно с профессиональными сессионными музыкантами. В феврале 1966 года, по просьбе Дилана, для участия в сессиях из Нью-Йорка прилетели Робертсон и Купер. Результатом работы стал двойной альбом Blonde on Blonde (1966), звучание которого было описано автором, как «тонкий звук дикой ртути». В свою очередь, Эл Купер назвал эту запись «сталкиванием двух культур друг о друга с огромной силой»: музыкального мира Нэшвилла и мира «типичного нью-йоркского хипстера» Боба Дилана.
22 ноября 1965 года Дилан тайно женился на 25-летней модели Саре Лаундс. По воспоминаниям Робертса, утром ему позвонили по телефону и попросили сопроводить пару в загс, после чего они отправились на приём, организованный Элом Гроссманом в отеле «Algonquin». Некоторые из друзей Дилана, включая Джека Эллиотта, говорили, что после свадьбы Дилан категорически отрицал факт женитьбы. В феврале 1966 года журналистка Нора Эфрон опубликовала эту новость в газете New York Post под заголовком «Тссс! Боб Дилан женился».
Среди альбомов Боба Дилана середины 1960-х, которые многие называют «святой троицей», „Blonde on Blonde“ считается лучшим. Этот альбом Дилан вместе с другими музыкантами записывал больше года. В нём певец и автор песен расширил диапазон своих мелодий, а его лирика, смешивающая жажду романтики, циничную критику и сюрреализм игры со словами, приобрела энигматическое звучание.
В мае 1966 года Дилан провёл гастрольный тур по городам Австралии и Европы. Каждое шоу было разделено на две части: сначала музыкант выступал сольно, аккомпанируя себе на акустической гитаре и губной гармонике, во второй части к нему присоединялись The Hawks, с которыми он исполнял «электрический» материал. Этот контраст раздражал многих фанатов певца, которые выкрикивали насмешки и медленно, презрительно хлопали в ладоши. Тур завершился бурной стычкой между Диланом и его поклонниками во время выступления музыканта в манчестерском «Зале свободной торговли» 17 мая 1966 года.
Впоследствии аудиозапись этого концерта была выпущена на сборнике The Bootleg Series Vol. 4: Bob Dylan Live 1966, The «Royal Albert Hall» Concert. В разгар вечера один из зрителей, возмущённый электрическим сопровождением Дилана, закричал: «Иуда!». На что Дилан парировал: «Я тебе не верю … Ты лжец!», после этого он повернулся к остальным музыкантам, которые начали исполнять финальную песню вечера — «Like a Rolling Stone», и приказал им: «Играть её чертовски громко!».
По словам очевидцев, во время турне 1966 года Дилан был измождён и вёл себя «как будто это были последние гастроли в его жизни». Донн Аланн Пеннебейкер, который снимал документальный материал об этом турне, вспоминал, что Дилан «взял [с собой] много амфетаминов и кто знает, что ещё». В 1969 году, во время интервью Яну Веннеру, музыкант заявил: «Я гастролировал почти пять лет, это опустошило меня, я погряз в наркотиках, во многих вещах… просто чтобы продержаться, понимаете?». В 2011 году было обнаружено интервью, которое Роберт Шелтон записал в 1966, в нём Дилан рассказывал, что употреблял героин в Нью-Йорке: «Я был совершенно измотан некоторое время… Я тратил по 25 долларов в день на дозу…».
Тем не менее, некоторые представители прессы поставили под сомнение слова музыканта, утверждая, что Дилан «рассказывал репортёрам самую дикую ложь о своём прошлом с первых дней своей карьеры».
В 1984 году, во время беседы с журналистом Rolling Stone, Дилан и вовсе заявил, что «никогда не употреблял какие-либо виды наркотиков».

#### Авария и затворничество

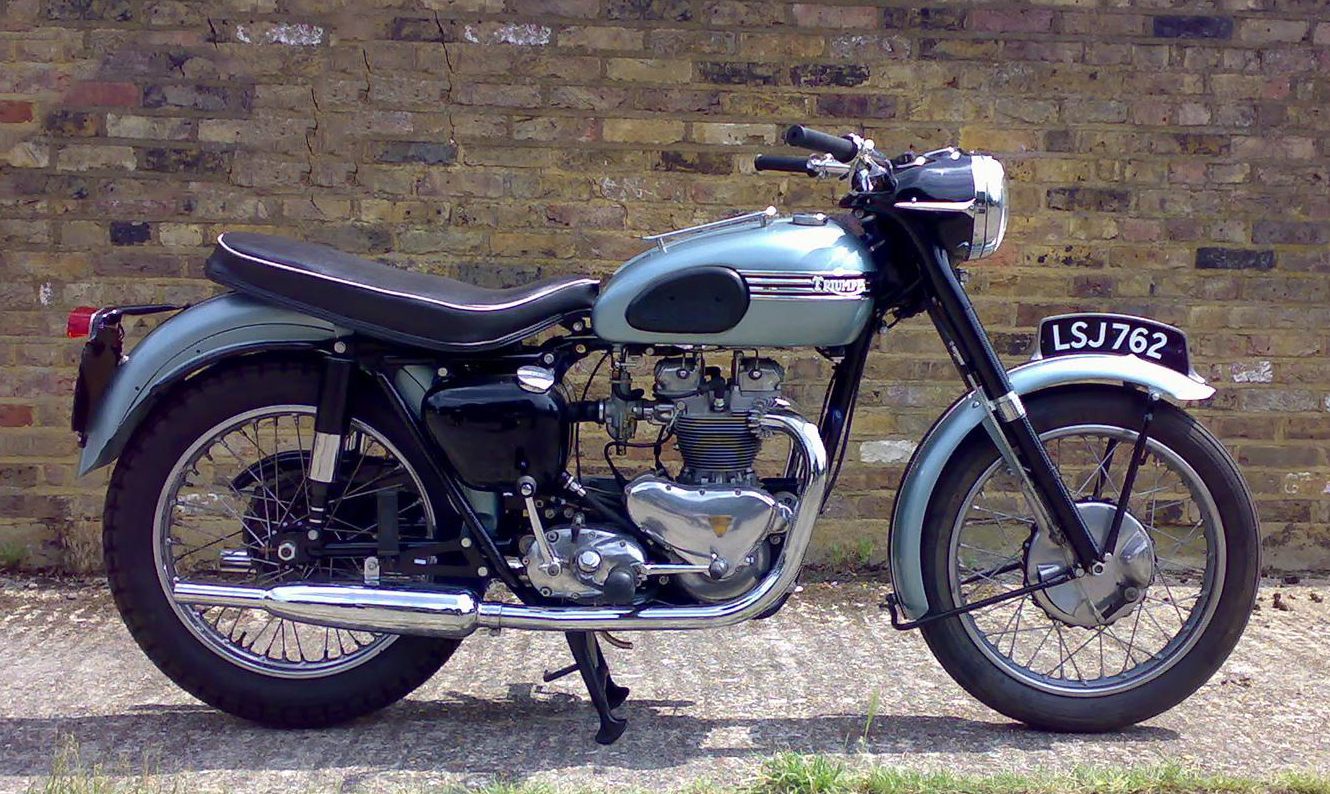
Мотоцикл модели Triumph Tiger 100, на котором попал в аварию Боб Дилан

После возвращения Дилана в Нью-Йорк давление на музыканта только возросло. Телевизионная сеть ABC, заплатившая аванс за трансляцию документального фильма Пеннебейкера о турне, просила предоставить готовую копию материала. Его литературный издатель, Macmillan Publishers, требовал закончить рукопись романа «Тарантул», а менеджер Альберт Гроссман запланировал новые гастроли на вторую половину года.
29 июля 1966 года Дилан потерпел аварию на мотоцикле Triumph Tiger 100 (объемом двигателя 500 см³) возле своего дома в Вудстоке. Хотя музыкант никогда не раскрывал тяжесть полученных травм, во время одного из интервью он признался, что сломал несколько шейных позвонков. Обстоятельства аварии остались тайной, так как на место крушения не вызывалась скорая помощь и Дилан не был госпитализирован.
Впоследствии биографы Дилана отмечали, что этот инцидент позволил музыканту скрыться от накопившегося вокруг него давления и уйти в тень. Дилан подтвердил эту версию в автобиографии: «Я попал в мотоциклетную аварию, покалечился, но выздоровел. А по правде сказать — мне хотелось выскочить из этой крысиной гонки». Музыкант отстранился от публичных мероприятий — за исключением нескольких концертных выступлений, а также не совершал турне на протяжении восьми лет. Отстранился он и от набиравшей популярность психоделической музыки.
Как только музыкант оправился от аварии и смог возобновить творческую деятельность, он начал редактировать документальный фильм Пеннебейкера о своих гастролях. Вскоре грубый монтаж фильма был продемонстрирован руководству ABC, однако они забраковали его, заявив, что лента будет не понята широкой аудиторией. Впоследствии фильм был выпущен под названием «Съешь документ», его продемонстрировали на нескольких кинофестивалях. В 1967 году он начал записывать материал вместе с The Hawks у себя дома (в т. н. «Красной комнате»), после чего работа продолжилась в подвале коттеджа The Hawks (прозванного — «Big Pink»; в котором находилась небольшая студия), расположенного неподалёку. Эти песни, изначально собранные как демозаписи для других артистов, впоследствии стали хитами в репертуаре таких исполнителей, как: Джули Дрисколл и Брайан Огер («This Wheel’s on Fire»), The Byrds («You Ain’t Goin' Nowhere», «Nothing Was Delivered») и Manfred Mann («Mighty Quinn»). В 1975 году лейбл Columbia Records выпустил избранные записи этих сессий в альбоме The Basement Tapes. В течение следующих десятилетий многие песни, записанные Диланом и The Hawks на тех сессиях, фигурировали в виде самопальных бутлегов, однако, в 1990 их решили выпустить на официальной основе — пятидисковое издание включало в себя 107 песен, а также альтернативные дубли композиций. Спустя несколько месяцев после сессий, The Hawks записали альбом Music from Big Pink, материал которого базировался на песнях, сочинённых в подвале «Big Pink», и сменили название на The Band, тем самым начав свой собственный творческий путь.
В октябре 1967 года Дилан вернулся в Нэшвилл, где пробыл до ноября. Музыкант приступил к студийной работе после девятнадцатимесячного перерыва, пригласив принять участие в записи: Чарли Маккоя (бас), Кенни Баттри (ударные) и Пита Дрейка (педальная слайд-гитара). По итогам сессий был выпущен альбом John Wesley Harding — более медитативная работа музыканта, содержащая короткие песни, основанные на сюжетах Американского Запада и Библии. Лаконичная композиционная структура и минималистичный набор студийной аппаратуры, наряду с текстами, серьёзно анализирующими иудохристианскую традицию, резко контрастировали с не только прошлым творчеством Дилана, но и с общим «психоделическим угаром» 1960-х годов . Одним из самых известных произведений пластинки была песня «All Along the Watchtower» с текстом из книги Исаии (21:5-9). Впоследствии она была перепета Джими Хендриксом, чью версию сам Дилан признал «каноничной». Критик The New York Times Майкл Джан отмечал: «Альбом заполнен классической фолк-музыкой и фолк-роком… Композиции пластинки больше похожи на фолк-музыку, чем другие альбомы Дилана после 1965 года… В любом случае, основной мотив альбома — это спокойствие, в нём преобладает вежливое бренчание на акустической гитаре». 3 октября 1967 года умер Вуди Гатри, Дилан принял участие в концерте его памяти, который состоялся в Карнеги-холл, вместе с группой The Band — выступив впервые за 20 месяцев. Музыкант начал посвящать много времени своей семье, в период между июлем 1967 и сентябрём 1969 у него родились трое детей: Анна Леа, Джесси и Джейкоб, также он начал уделять время новым увлечениям, в частности живописи.
Следующая пластинки Дилана, Nashville Skyline (1969), была записана в жанре кантри. В работе над ней приняли участие сессионные музыканты из Нэшвилла, сам Дилан продемонстрировал более широкий вокальный диапазон. По мнению ряда СМИ, голос Дилана на этой пластинке звучал более мягко, чем в предыдущих альбомах исполнителя; так, обозреватель журнала Variety отмечал: «Дилан определённо занимается тем, что можно назвать пением. Каким-то образом ему удалось добавить ещё одну октаву в свой диапазон». Впоследствии критик Дейв Марш говорил: «Снижение энергетики в „John Wesley Harding“ никак не отразилось на его [Дилана] популярности, однако „Nashville Skyline“, в котором героем был глупый, неинтересный, но счастливый романтик, вполне мог уменьшить число поклонников музыканта». В поддержку пластинки был выпущен хит-сингл — «Lay Lady Lay», также Дилан записал серию дуэтов с Джонни Кэшем, однако в альбом попала только одна их совместная песня — «Girl from the North Country».
В мае 1969 года Дилан принял участие в первом эпизоде варьете-шоу Джонни Кэша, где исполнил три песни: «Girl from the North Country» (вместе с Кэшем), а также «Living the Blues» и «I Threw It All Away» (сольно).
Летом того же года музыкант был приглашён на фестиваль Вудсток, однако предпочёл ему другое мероприятие — Isle of Wight, выступление на котором состоялось 31 августа при поддержке группы The Band.

### 1970-е
После выхода „Self Portrait“ интерес к Дилану упал до минимума. […] „New Morning“ был положительно встречен как возврат к прежним формам и в целом понравился критикам и слушателям, разочарованным (или по меньшей мере неприятно удивлённым) предыдущим альбомом. В ретроспективе  „Self Portrait“ кажется более интересным и удачным, хотя „New Morning“ в 1970 году некоторые поклонники певца называли [его] вторым рождением.
Дилан начал 1970-е годы с выпуска двойного альбома Self Portrait, в который вошли композиции других музыкантов, инструментальные треки, а также четыре песни, исполненные музыкантом вместе с группой The Band на фестивале Isle of Wight. Впоследствии Дилан заявлял, что посредственное содержание Self Portrait было ответом для тех, кто всё ещё считал его «голосом поколения» и кто надеялся на его возвращение к контркультурному движению 1960-х годов, от которого музыкант дистанцировался после John Wesley Harding. Хотя лонгплей достиг высшей строчки чарта Великобритании, он получил низкие оценки от музыкальной прессы.
Многие представители СМИ критиковали запись, так Грейл Маркус из Rolling Stone начал свою статью словами «Что это за дерьмо?», ему вторил Дейв Марш, назвавший Self Portrait «самым провальным из двойных альбомов, выпущенных ведущими певцами». В октябре 1970 года состоялся релиз альбома New Morning, который был расценён как возвращение Дилана к прежней форме — так, рецензия журнала Rolling Stone вышла под заголовком «Боб Дилан снова с нами!». Пластинка содержала песню «Day of the Locusts», в которой музыкант саркастично прокомментировал получение почётной степени от Принстонского университета (9 июня 1970 года). Ряд композиций («New Morning», «Father of Night» и «Three Angels») были написаны для театральной постановки «Scratch» (музыкальной версии пьесы «The Devil and Daniel Webster») по просьбе драматурга Арчибальда Маклиша, однако проект так и не был реализован. В ноябре 1968 года Дилан и Джордж Харрисон сочинили песню «I’d Have You Anytime»; в 1970 году она была выпущена в альбоме Харрисона All Things Must Pass вместе с ещё одной композицией за авторством Дилана — «If Not for You». В 1971 году Дилан принял участие в организованном Харрисоном концерте для Бангладеш — что стало сюрпризом для зрителей, так как об этом не было объявлено заранее, впоследствии ряд СМИ отметили, что живые выступления музыканта стали редкостью.
В марте 1971 года Дилан зарезервировал на три дня (16 — 19) студию Blue Rock, небольшое помещение в Гринвич-Виллидж, для совместной работы с Леоном Расселом. В ходе этих сессий была записана песня «Watching the River Flow», а также новая версия композиции «When I Paint My Masterpiece». 4 ноября 1971 года Дилан записал песню «George Jackson», которая была выпущена неделю спустя. Многие были удивлены содержанием сингла, так как музыкант вновь вернулся к тематике протеста, посвятив его убийству активиста Чёрных пантер Джорджа Джексона в тюрьме Сан-Квентин. В начале 1972 года состоялось очередное выступление Дилана с группой The Band, музыканты исполнили вместе 4 песни, которые были опубликованы в концертном альбоме коллектива — Rock of Ages. В сентябре Дилан поучаствовал в записи пластинки Стива Гудмана Somebody Else’s Troubles, где сыграл на фортепиано под псевдонимом Роберт Милквуд Томас (ссылка на пьесу «Under Milk Wood» поэта Дилана Томаса и его собственное предыдущее имя).
В 1972 году Дилан стал композитором фильма Сэма Пекинпы «Пэт Гэрретт и Билли Кид», написав для него музыку и несколько новых песен, впоследствии выпущенных отдельной звуковой дорожкой — Pat Garrett & Billy the Kid. Помимо этого, Дилан сыграл небольшую роль бандита по имени Элиас, основанную на реальном историческом персонаже. Несмотря на то, что фильм провалился в прокате, спетая в нём песня — «Knockin’ on Heaven’s Door» — со временем стала одним из самых популярных произведений Дилана. В том же году Дилан участвовал в протесте против депортации Джона Леннона и Йоко Оно, которые были осуждены за хранение марихуаны. Он отправил письмо в Иммиграционную службу США со словами: «Да здравствуют Джон и Йоко. Пусть они останутся, живут здесь и дышат. В стране полно свободного места. Пусть Джон и Йоко останутся!».

#### Возвращение к гастролям

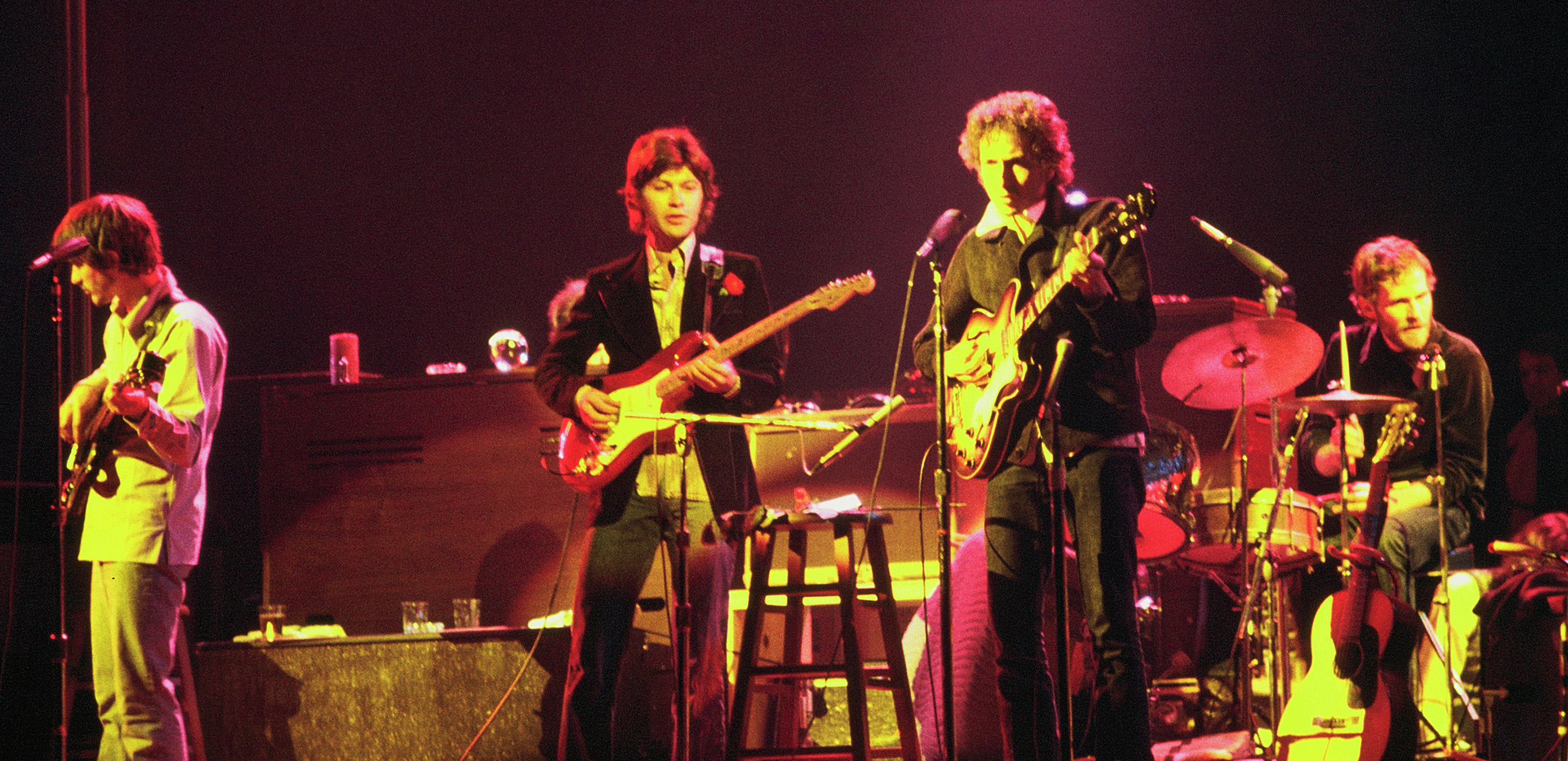
Боб Дилан и группа The Band выступают в Чикаго во время совместного турне, 1974 год

В 1973 году Дилан заключил новый контракт с лейблом Дэвида Геффена Asylum Records, после того как истекло его прежнее соглашение с Columbia. Дилан начал сотрудничество со своим новым лейблом выпуском альбома Planet Waves, который был записан с группой The Band с расчётом на последующие гастроли. Лонгплей включал две версии песни «Forever Young», которая стала одной из самых популярных композиций музыканта. По словам биографа Клинтона Хейлина, песня отражала «что-то возвышенное и проникновенное, от лица Дилана — отца», музыкант подтверждал эту версию: «Я написал её, думая об одном из моих сыновей, стараясь быть не слишком сентиментальным». Писатель Говард Саунс (а также журналист Джим Бевиглия) конкретизировал, отмечая, что песня была посвящена Джейкобу Дилану. Planet Waves получил высокие оценки от музыкальной прессы и стал первым альбомом Дилана, поднявшимся на вершину чарта Billboard. В своей статье для The New Yorker критик Эллен Уиллис писала: «Слова в „Planet Waves“ мало что значат. Дилан хочет, чтобы его воспринимали не только как поэта, но и как музыканта. Этот альбом сильно отличается от других — он очень личный».
В то же время на лейбле Columbia Records был издан альбом Dylan — коллекция невыпущенного материала, записанного музыкантом в студии и почти полностью состоящая из кавер-версий. Многие расценили этот релиз как месть Дилану за подписание контракта с конкурирующей фирмой. В 1973 году музыкант опубликовал «Writings and Drawings» — коллекцию текстов и рисунков, созданных им в период с 1961 по 1971 годы. Сборник содержал около 60 песен, не включённых ни в один из его альбомов. В январе 1974 года Дилан вернулся на сцену, отправившись в первое за семь лет турне; при поддержке музыкантов из The Band он отыграл 40 шоу в Северной Америке. По итогам гастролей был выпущен двойной концертный альбом Before the Flood. По словам Клайва Дэвиса, успехи Дилана на новом лейбле побудили руководство Columbia отправить ему письмо, в котором сообщалось, что они «не пожалеют ничего, чтобы вернуть его в свои ряды». В свою очередь, сам Дилан был раздосадован политикой Asylum, так как несмотря на ажиотаж вокруг его гастролей (музыкант не смог удовлетворить весь спрос на билеты) продажи Planet Waves составили немногим более 700.000 копий. В итоге Дилан решил вернуться в Columbia, которые вскоре переиздали два его альбома, выпущенных на Asylum.
После окончания гастролей Дилан и его жена начали отдаляться друг от друга. Это вдохновило музыканта сочинить серию песен об отношениях и расставаниях, которые стали основой для альбома Blood on the Tracks, записанного в сентябре 1974 года. Однако, в процессе подготовки к выпуску Дилан решил переделать половину песен, перезаписав их на студии Sound 80 в Миннеаполисе, для чего он пригласил к себе в ассистенты брата — Дэвида Циммермана. Изданный в начале 1975 года Blood on the Tracks получил смешанные отзывы от профильной прессы. Так, Ник Кент из NME посетовал: «аккомпанемент зачастую настолько дрянной, что напоминает репетиционные записи». В свою очередь, рецензент Rolling Stone Джон Ландау отметил, что «запись была сделана с типичной неряшливостью». Однако, со временем альбом был признан критиками как одно из величайших достижений Дилана. Обозреватель информационного портала Salon Билл Уайман назвал Blood on the Tracks: «единственным безупречным альбомом [музыканта] и его лучшим детищем [имеется в виду пластинка, которая была спродюсирована самим Диланом]; песни, каждая из них, выстроены с педантичной точностью. Это его самый душевный альбом и самый тягостный, и, кажется, оглядываясь назад, [его песни] достигли возвышенного баланса между вездесущей логореей середины 1960-х годов и сознательной концептуальной простотой периода после аварии».
Романист Рик Муди охарактеризовал альбом как «самый честный рассказ о любви из когда-либо записанных на магнитную ленту, от начала и до конца», а редакция Rolling Stone заявила, что это были одни из самых «чувственных исповедальных песен Дилана» и он «…никогда не вносил столько боли в такую пышность».
В середине того же года Дилан написал балладу о боксёре Ру́бине Картере по прозвищу «Ураган», несправедливо осуждённом за тройное убийство в 1966 году. Посещение Картера в тюрьме вдохновило музыканта на сочинение песни «Hurricane», в которой он выдвигал версию о невиновности спортсмена. Несмотря на большой хронометраж — более восьми минут — песня была выпущена в качестве сингла, достигнув 33-го места в чарте Billboard. Впоследствии композиция исполнялась на каждом концерте следующего турне Дилана — Rolling Thunder Revue.
Во время этих гастролей с Диланом выступили более 100 музыкантов, связанных с фолк-сценой Гринвич-Виллиджа, в том числе: Ти-Боун Бёрнетт, Джек Эллиотт, Джонни Митчелл, Дэвид Мэнсфилд, Роджер Макгинн, Мик Ронсон, Джоан Баэз, а также Скарлет Ривера, с которой музыкант познакомился, гуляя по улице и заметив скрипичный футляр у неё за спиной. Труппу сопровождал поэт Аллен Гинзберг, ответственный за постановку сценических номеров для документального фильма, который снимал Дилан. Сценарий для киноленты должен был написать молодой драматург Сэм Шепард, однако в итоге он сопровождал турне в качестве неофициального летописца. В 2019 году вышел фильм Мартина Скорсезе, посвящённый этим гастролям. Он «показывает беспокойный дух Америки в 1975 году и ту радостную музыку, которую Дилан исполнял осенью того года».

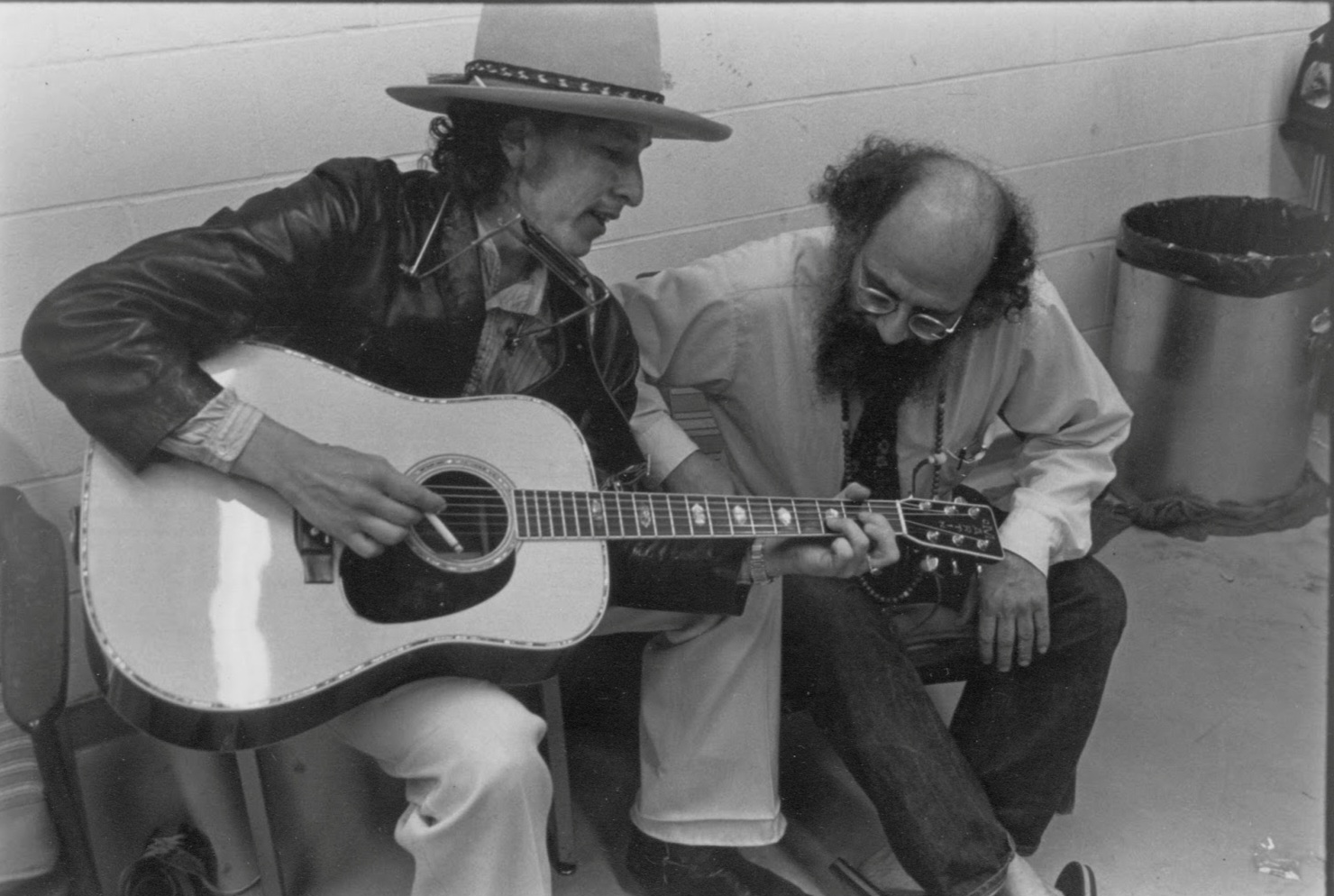
Боб Дилан и Аллен Гинзберг во время турне Rolling Thunder Revue, 1975 год

Следующий студийный альбом Дилана — Desire, опубликованный в перерыве между двумя частями Rolling Thunder Revue, демонстрировал повествовательный стиль, близкий к запискам путешественника, что было связано с влиянием соавтора музыканта — драматурга Жака Леви. Лонгплей стал хитом по обе стороны Атлантики, получив восторженные отзывы прессы (к примеру, редакция NME назвала его «Альбомом года»), и считается, наряду с предыдущим диском, самой успешной пластинкой Дилана 1970-х. Вторая половина турне была задокументирована в концертном альбоме Hard Rain, а также в одноимённом телевизионном фильме, который был прохладно принят музыкальной прессой. В свою очередь, записи первой половины турне, получившей более высокие оценки критиков, были опубликованы только в 2002 году, как часть компиляции The Bootleg Series Vol. 5: Bob Dylan Live 1975, The Rolling Thunder Revue.
Турне 1975 года стало основой для четырёхчасового фильма Дилана «Ренальдо и Клара» — документальной ленты, содержащей концертные выступления, интервью и размышления музыканта о своих песнях и жизни. Выпущенный в 1978 году фильм получил плохие, зачастую разгромные отзывы.
Позднее в том же году состоялся релиз сокращённой, двухчасовой версии фильма, включавшей преимущественно концертные съёмки.
В ноябре 1976 года Дилан появился на прощальном концерте группы The Band, гостями этого шоу стали такие артисты, как Мадди Уотерс, Ван Воррисон и Нил Янг. Мероприятие, организованное в бальном зале Winterland в Сан-Франциско, было снято режиссёром Мартином Скорсезе и выпущено в качестве документального фильма «Последний вальс». Половину концерта заняло выступление Дилана.
В том же году Дилан написал песню «Sign Language», которую исполнил вместе с Эриком Клэптоном на его пластинке No Reason to Cry.

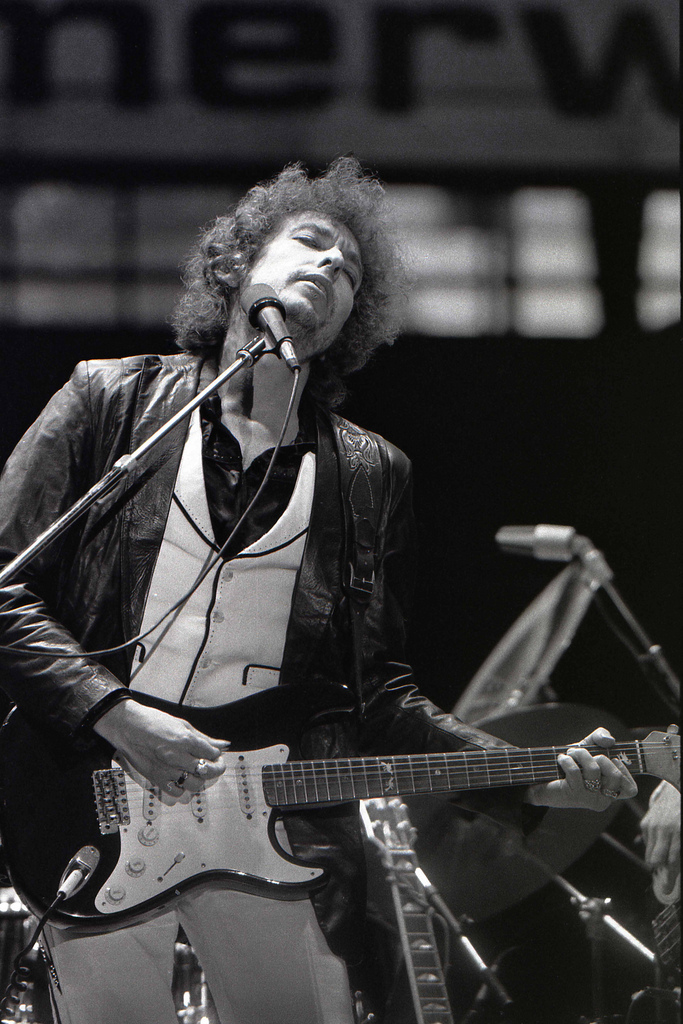
Дилан выступает на стадионе футбольного клуба Фейеноорд, Роттердам, 23 июня 1978 года

В 1978 году Дилан организовал мировое турне, длившееся больше года, в ходе которого отыграл 114 концертов для аудитории свыше двух миллионов человек — в Японии, на Дальнем Востоке, в Европе и США. Специально для гастролей Дилан собрал новую группу из восьми музыкантов и трёх бэк-вокалистов. Февральские концерты в Токио были записаны на аудио и выпущены в виде двойного альбома Bob Dylan at Budokan, который получил неоднозначную прессу. Так, критик Роберт Кристгау оценил запись посредственным рейтингом С+, подкрепив его довольно глумливой рецензией, в свою очередь, журналистка Rolling Stone Джанет Маслин, наоборот, похвалила музыканта, отметив, что: «В новых концертных версиях старых песен есть эффект высвобождения Боба Дилана от оригиналов».
В сентябре 1978 года стартовала американская часть гастролей, звук и визуальная составляющая которой была описана СМИ, как «Las Vegas Tour». По итогам турне Дилан заработал 20 миллионов долларов. В интервью The Los Angeles Times музыкант признался, что у него были долги и он прошёл через чёрную полосу в своей жизни — «последние несколько лет были ужасными. Я вложил много денег в фильм, построил большой дом… и разводиться в Калифорнии очень дорого».
С апреля по май 1978 года Дилан работал в студии Rundown Studios в Санта-Монике, Калифорния, с той же группой музыкантов, которая участвовала в турне. По итогам сессий был записан альбом Street-Legal, который имел низкие продажи и стал первым студийным лонгплеем музыканта за 14 лет, не попавшим в Top-10 чарта Billboard. Биограф Майкл Грей так описал пластинку: «после „Blood On The Tracks“ это, возможно, лучшая запись Дилана в 1970-х: это фундаментальный альбом, документирующий ключевой период в личной жизни Дилана». Однако ряд журналистов раскритиковали альбом за «мрачную и подавленную» атмосферу, а также за плохой звук и неудачное сведе́ние (приписываемое студийным методам Дилана), из-за чего терялись некоторые инструментальные детали записи. Эту проблему, отчасти, решило переиздание пластинки, выпущенное в 1999 году на CD, содержащее более качественную версию оригинального материала.

#### Христианский период
В конце 1970-х Дилан принял новую веру — евангельское христианство, пройдя трёхмесячный курс паломничества в Ассоциации церквей «Виноградник» и выпустив альбом, посвящённый христианской тематике в жанре госпел. Slow Train Coming (1979) был записан вместе с Марком Нопфлером из Dire Straits, который аккомпанировал Дилану на гитаре, и спродюсирован ветераном ритм-энд-блюза Джерри Векслером. По словам Векслера, Дилан пытался евангелизировать его во время записи, рассказывая продюсеру о своей вере, однако тот осадил музыканта: «Боб, ты имеешь дело с 62-летним еврейским атеистом. Давай просто запишем альбом». Пластинка добралась до 3-го места хит-парада Billboard, в 1980 году одна из её песен — «Gotta Serve Somebody» — была отмечена премией «Грэмми» в категории «Лучшее мужское вокальное рок-исполнение». Выпущенный год спустя второй «христианский» альбом Дилана, Saved, был также «пронизан евангельскими мотивами», однако, в отличие от хитового предшественника, он получил смешанные отзывы прессы, биограф Майкл Грей описал его: «как самый близкий к понятию „следующий альбом“ из когда-либо записанных Диланом, „Slow Train Coming II“, но хуже [оригинала]». Во время гастролей, организованных в поддержку этих пластинок, Дилан не играл свои старые, светские произведения, вместо этого он предпочитал размышлять о своей вере, обращаясь к публике со сцены:
Много лет назад они… говорили, что я был пророком. Я отвечал им: «Нет, я не пророк», — на что они восклицали, — «Несомненно, ты пророк». Я объяснял: «Нет, это не я». [Раньше] они убеждали меня в том, что я был пророком. Теперь же я выхожу [на сцену] и говорю, Иисус Христос — это ответ. [На что] они заявляют: «Боб Дилан — не пророк». Они просто не могут принять этого.
Увлечённость Дилана христианством оказалось непонятой некоторыми его фанатами и коллегами по музыкальной сцене. Так, Джон Леннон незадолго до гибели записал песню «Serve Yourself» в ответ на «Gotta Serve Somebody». Комментируя Дилана, Леннон утверждал, что полагаться на себя и верить в себя — вернее. Он был серьёзно раздосадован попыткой Дилана «обратить в веру»: «Для меня есть только один путь: я выступлю против любого, кто утверждает, что есть только один ответ. Не хочу даже слышать об этом. Нет единственного ответа на что-либо». Тем не менее в статье 1981 года публицист The New York Times Стивен Холден так писал о Дилане: «Ни возраст (сейчас ему 40 лет), ни его широко разглашённое обращение к рьяному христианству не изменило его, по сути, иконоборческий характер».

### 1980-е

#### Возвращение к светской жизни и коммерческий спад (1981—1986)

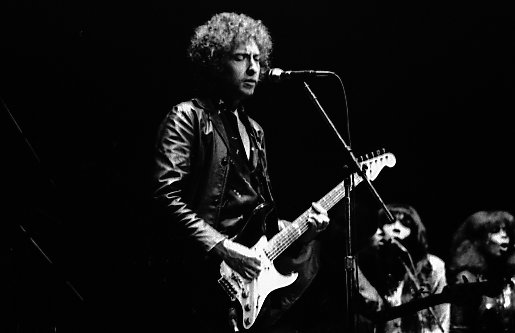
Боб Дилан на концерте в Торонто, 1980 год

В начале десятилетия Дилан организовал серию концертов под названием A Musical Retrospective, где вновь начал исполнять свой репертуар из 1960-х годов. Кроме того, в 1981 году был выпущен альбом Shot of Love, записанный в период между мартом и маем, который, помимо песен христианской тематики, содержал композиции на более светские темы. Некоторые критики сравнивали одну из самых известных песен пластинки — «Every Grain of Sand» — с поэзией Уильяма Блейка. Однако бо́льшая их часть осталась недовольна записью: так, Ник Кент объявил её «худшим альбомом Дилана на сегодняшний день», а Лестер Бэнгс посетовал, что «этот материал не заслуживает большего, чем поверхностное чтение».
В 1980-х отношение к записям Дилана варьировалось от почтительных отзывов — Infidels (1983) до резкой критики Down in the Groove (1988). Майкл Грей раскритиковал альбомы музыканта, записанные в 1980-х годах, за небрежное продюсирование и отсутствие хитов. В качестве примера приводились сессии пластинки Infidels, в которых снова принимал участие Марк Кнопфлер, на этот раз также в качестве продюсера. Во время работы были записаны несколько потенциальных шлягеров, однако Дилан решил не включать их в альбом. Среди забракованных песен были: «Blind Willie McTellа», посвящённая покойному блюз-музыканту и размышлениям об афро-американской истории, «Foot of Pride» и «Lord Protect My Child». Впоследствии все они были выпущены на сборнике The Bootleg Series Volumes 1-3 (Rare & Unreleased) 1961—1991. Несмотря на тёплый прием некоторых работ Дилана, его музыкальная карьера со временем становилась всё менее финансово прибыльной, что было связано со стремительным развитием новых музыкальных жанров, а также с растущей незаинтересованностью музыкантами его поколения.
В период с июля 1984 года по март 1985 года был записан двадцать первый лонгплей музыканта — Empire Burlesque. Микшировать альбом был нанят Артур Бейкер, который был известен сотрудничеством с такими артистами, как Брюс Спрингстин и Синди Лопер. Впоследствии Бейкер признавался, что чувствовал — его пригласили, чтобы сделать звучание Дилана «немного более современным». Пластинка получила прохладный приём в прессе, журнал Time назвал её «записью выживания и пробной попыткой триумфа», она даже не попала в Top-30 чарта Billboard. В 1985 году Дилан принял участие в записи песни «We Are the World» — благотворительного сингла ансамбля USA for Africa. Он также присоединился к движению United Against Apartheid, спев вместе с группой известных музыкантов песню «Sun City».
13 июля 1985 года Дилан выступил в кульминационной части концерта Live Aid на стадионе JFK в Филадельфии — мероприятия, направленного на сбор средств для помощи пострадавшим от голода в Эфиопии. При участии Кита Ричардса и Ронни Вуда из The Rolling Stones музыкант исполнил осовремененную версию «Hollis Brown», баллады о сельской бедности, после чего обратился к аудитории концерта, превышающей один миллиард человек: «Я надеюсь, что часть денег… может быть, они могут взять их немного, может быть… один — два миллиона… и использовать их для оплаты ипотечных кредитов некоторых здешних хозяйств, и фермеров, задолжавших банкам». Многие раскритиковали музыканта за эти слова, посчитав их неуместными, однако они вдохновили его коллегу Вилли Нельсона на организацию серии мероприятий Farm Aid с целью помощи американским фермерам-должникам.
По случаю 25-летия творческой деятельности музыканта лейбл Columbia выпустил трёхдисковый сборник Biograph, содержащий известные произведения Дилана, а также его редкие и неиздававшиеся композиции. В апреле 1986 года Дилан поэкспериментировал с другим жанром, спев на вступительном куплете рэп-песни «Street Rock», выпущенной на пластинке Кёртиса Блоу Kingdom Blow. В июле 1986 года вышел следующий студийный альбом музыканта — Knocked Out Loaded. Помимо двух сольных композиций Дилана, он содержал три кавер-версии (песен Джуниора Паркера, Криса Кристофферсона, а также евангельского гимна «Precious Memories») и три дуэта (с Томом Петти, Сэмом Шепардом и Кэрол Байер-Сейджер). Один из рецензентов отметил, что «запись имеет слишком много развилок, чтобы быть цельной и увлекательной, некоторые из них сворачивают с главной дороги, и, несомненно, заканчиваются тупиком. К 1986 году такие неровные записи были для Дилана не впервой, но это не делало их настолько разочаровывающими».
Со времён The Freewheelin’ (1963) это был первый альбом Дилана, который не попал в Top-50 чарта Bilboard. Впоследствии некоторые критики назвали 11-минутный эпик «Brownsville Girl», сочинённый Диланом в соавторстве с Сэмом Шепардом, творением гения.
В 1986 и 1987 годах Дилан гастролировал с группой Tom Petty and the Heartbreakers, на каждом концерте исполняя несколько песен с их фронтменом — Томом Петти. Помимо этого, в 1987 году он организовал серию концертов с коллективом Grateful Dead, выпустив на основе записанного материала двойной альбом Dylan & the Dead. Лонгплей получил крайне низкие оценки музыкальной прессы. Так, Стивен Томас Эрлевайн из AllMusic назвал его «вполне возможно, худшим альбомом Боба Дилана или Grateful Dead [или их обоих]».
В 1988 году музыкант стал инициатором проекта, получившего неофициальное название «Бесконечный тур Боба Дилана». Турне стартовало 7 июня 1988 года с выступления Дилана со своей концертной группой при участии гитариста Джорджа Эдварда Смита. На протяжении следующих 20 лет Дилан продолжал гастролировать с этой небольшой командой музыкантов.

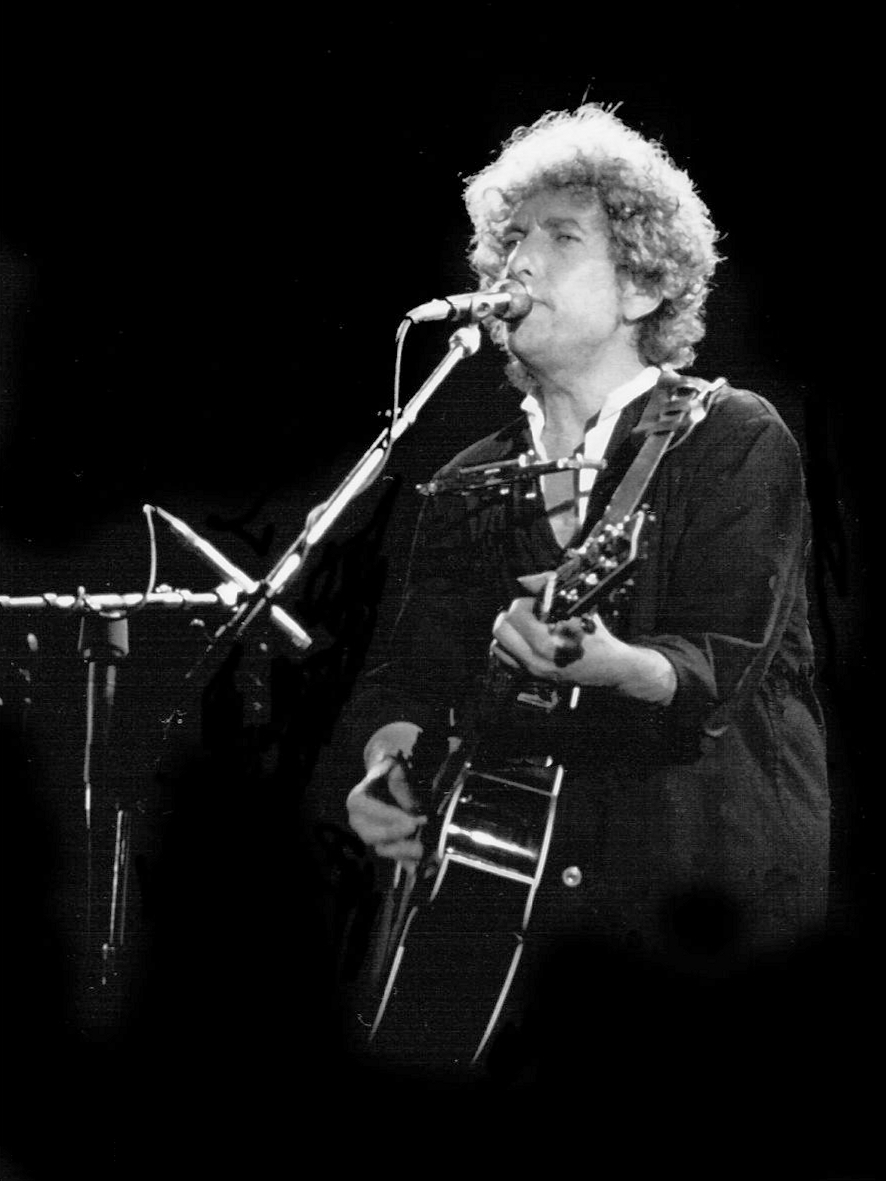
Боб Дилан на концерте в Барселоне, 1984 год

В 1987 году Дилан снялся в фильме Ричарда Марканда «Огненные сердца», в котором сыграл Билли Паркера, «вышедшую в тираж» рок-звезду, ставшую фермером, чья молодая любовница (Фиона Флэнаган) оставляет его ради талантливого синти-поп-музыканта, роль которого исполнил Руперт Эверетт. Специально для саундтрека фильма Дилан написал две новые песни: «Night After Night» и «I Had a Dream About You, Baby», а также записал кавер-версию «The Usual» Джона Хайатта. Фильм был выпущен уже после смерти режиссёра, он получил разгромную критику и провалился в прокате. В январе 1988 года Дилан был принят в Зал славы рок-н-ролла, торжественную речь произнёс музыкант Брюс Спрингстин: 
Я впервые услышал Боба Дилана, когда мы с мамой сидели в её автомобиле и слушали радио WMCA, меня словно громом поразило, это звучало так, будто кто-то распахнул дверь в твоё сознание… Также, как Элвис высвобождал твое тело, Дилан высвобождал твой разум, и демонстрировал нам, что, хотя музыка, по своей природе, воздействует на тело, это не означает, что она должна быть анти-интеллектуальной. Он обладал воображением и талантом, чтобы написать поп-песню, которая вмещала в себе целый мир. Он изобрёл новую концепцию звучания поп-певца, преодолел границы, за которые могла выйти музыкальная запись, и он изменил лицо рок-н-ролла в одночасье.
Выпущенный в мае 1988 года Down in the Groove продавался ещё хуже, чем предыдущий альбом музыканта. По мнению биографа Майкла Грея, «само название подрывало любую идею о том, что внутри могла быть вдохновляющая работа. Этот диск ещё больше обесценил тезис, что новый альбом Дилана — это не́что значимое». Тем не менее через несколько месяцев успех проекта Traveling Wilburys затмил провал этой пластинки. Дилан был одним из сооснователей этой супер-группы, наряду с Джорджем Харрисоном, Джеффом Линном, Роем Орбисоном и Томом Петти. В конце 1988 года их мультиплатиновый дебютный альбом Traveling Wilburys Vol. 1 достиг 3-го места в хит-параде Billboard. Лонгплей был высоко оценён музыкальной прессой, критики хвалили индивидуальный вклад Дилана и описывали его песни (он сочинил три, а также был соавтором ещё одной) как наиболее доступные за долгие годы. Несмотря на смерть Орбисона в декабре 1988 года, четверо оставшихся музыкантов в мае 1990 года записали ещё один альбом под названием Traveling Wilburys Vol. 3.
Дилан закончил десятилетие на высокой ноте — спродюсированный Даниэлем Лануа альбом Oh Mercy вернул музыканту расположение критиков. Майкл Грей описал запись такими словами: «Внимательно написанная, вокально-самобытная, музыкально-тёплая и бескомпромиссно-профессиональная, эта цельная работа наиболее близка к званию лучшего альбома Боба Дилана 1980-х». Баллада о потерянной любви «Most of the Time» впоследствии стала одной из центральных музыкальных тем фильма «Фанатик», а композиция «What Was It You Wanted?» была интерпретирована прессой как катехизис музыканта — ироничное высказывание по поводу ожиданий от него критиков и поклонников. В свою очередь, религиозные образы песни «Ring Them Bells» были расценены некоторыми рецензентами как ещё одно подтверждение глубокой веры музыканта. Хотя Oh Mercy не был хитом, он имел значительный коммерческий успех — добравшись до Top-30 чарта Billboard (в отличие от Down in the Groove, который вновь не попал в Top-50), и в нынешнее время считается лучшим альбомом Дилана в 1980-х.

### 1990-е
Я не привнёс тогда вообще ничего в студию, я был полностью разочарован. Я позволил кому-то другому контролировать всё и просто придумал слова к мелодиям песен. В студии было много людей, слишком много музыкантов, самовлюблённых музыкантов, которые просто хотели сыграть свою музыку.
Дилан начал десятилетие выпуском пластинки Under the Red Sky, в тематическом плане полностью противоположной «серьёзной» атмосфере Oh Mercy. Альбом содержал несколько незамысловатых песен, в том числе «Under the Red Sky» и «Wiggle Wiggle», и был посвящён «Gabby Goo Goo» — дочери Дилана и Кэролин Деннис (второй жены музыканта), Дезайре Габриэлле Деннис-Дилан, которой исполнилось четыре года. В числе приглашённых музыкантов, принявших участие в работе над пластинкой, фигурировали: Джордж Харрисон, Слэш, Дэвид Кросби, Брюс Хорнсби, Стиви Рэй Вон и Элтон Джон. Несмотря на звёздный состав, запись была холодно встречена прессой и имела низкие продажи.
В 1991 году Дилан стал лауреатом премии «Грэмми» за «Жизненные достижения», награду вручал актёр Джек Николсон.
Это событие совпало с войной в Персидском заливе, в частности, церемония проходила на фоне операции «Буря в пустыне». Дилан выступил на мероприятии с песней «Masters of War», после чего произнёс короткую речь: «Мой папа однажды сказал мне, он сказал: „Сынок, ты можешь стать настолько обесчещен в этом мире, что твои собственные мать и отец отвернутся от тебя. Если это произойдёт, Бог будет продолжать верить в твою способность вернуться на путь истинный“». Как оказалось впоследствии, этот посыл был цитатой германо-еврейского интеллектуала XIX века, раввина Шимшона Рафаэля Гирша. В том же году, лейблы Columbia и Legacy Recordings выпустили The Bootleg Series Volumes 1-3 (Rare & Unreleased) 1961-1991, тройной альбом с невыпущенными и редкими песнями, записанными Диланом между 1961 и 1989 годами. Этот сборник был первым в серии альбомов The Bootleg Series, изданных в последующие годы с целью публикации огромных музыкальных архивов Дилана.

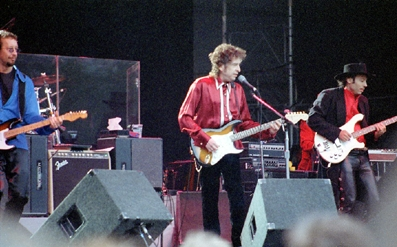
Дилан на концерте в Стокгольме, 1996 год

В течение следующих нескольких лет Дилан вернулся к своим музыкальным истокам, записав альбомы в фолк и блюз-жанрах: Good as I Been to You (1992) и World Gone Wrong (1993), демонстрирующие авторскую интерпретацию известных американских песен, а также оригинальные композиции в акустическом формате. Многие критики и меломаны особо отметили красивую балладу «Lone Pilgrim», написанную учителем XIX века. 16 октября 1992 года в Мэдисон-сквер-гарден состоялся концерт, посвящённый 30-летию творческой деятельности музыканта.
Мероприятие было снято на видео, а также выпущено в виде концертного альбома The 30th Anniversary Concert Celebration. В записи концерта приняли участие множество известных музыкантов, которые исполняли классические песни Дилана, в том числе: Джон Мелленкамп, Стиви Уандер, Лу Рид, Джонни Кэш, Эрик Клэптон, Нил Янг, Джордж Харрисон и Крисси Хайнд, помимо этого, в конце мероприятия выступил сам «виновник торжества». В качестве концертной группы были приглашены бывшие участники ансамбля Booker T. & the M.G.’s (на тот момент расформированного): Букер Ти Джонс (орга́н), Дональд «Дак» Данн (бас) и Стив Кроппер (гитара), а также сессионные музыканты — Антон Фиг и Джим Келтнер (ударные). Альбом получил высокие оценки прессы. Так, рецензент Rolling Stone писал: «В целом диск — замечательный момент рок-истории и достойная характеристика песен, настолько глубоко знакомых, что [их] мелодии, образы и даже словесные обороты прочно вошли в нашу повседневную речь. […] Возможно, рок-н-ролл стал фрагментированным и обособленным, [отдельная] музыка для старых и молодых. Однако 30-летний юбилейный концерт напоминает нам, что голос Дилана доносит его сущность».
Я помню интервью 1992 года, которое Дилан дал Роберту Хилбёрну, где он довольно откровенно говорил о том, что страдает от творческого кризиса. Я считаю, что эти альбомы стали для него своего рода «подзарядкой». У него не было ничего нового и оригинального, чем он хотел бы поделиться, поэтому он решил вернуться к истокам, которые вдохновили его.
После выпуска World Gone Wrong музыкант продлил контракт с Columbia и отыграл несколько концертов в манхэттенском клубе «Supper Club», «вкладывая все свои силы и страсть в песни „Jack-A-Roe“, „Delia“ и „Weeping Willow“ (песня Блайнд Боя Фуллера). [Чувства], которые отсутствовали в течение целого года тусклых выступлений» — отмечал биограф Клинтон Хейлин, оценив эти шоу, как «его лучшие в 1990-х». В ноябре 1994 года Дилан записал два концерта для шоу MTV Unplugged. По словам музыканта, его первоначальная идея исполнить традиционные американские песни (в духе двух предыдущих альбомов) не снискала поддержки со стороны руководства фирмы Sony Pictures, которые настаивали на хитах. По итогам шоу был выпущен альбом MTV Unplugged, который содержал наиболее известные песни Дилана, а также композицию «John Brown», сочинённую музыкантом в 1962 году и не выпускавшуюся ранее. Песня была посвящена бессмыслию любых военных действий.

В 1997 году журнал Newsweek поместил фото Дилана на обложку, назвав его диск Time Out of Mind «Альбомом года»: «Возможно это его лучшая запись со времён альбома „Blood on the Tracks“».

По словам дорожного менеджера музыканта Виктора Мэймадеса, Дилан окончательно отказался от алкоголя в 1994 году.
Мэймадес отмечал, что после этого музыкант стал «более интровертным и немного менее социальным». Дилан сочинил около десятка песен, находясь на своём ранчо в Миннесоте во время затяжного снегопада. Имея материал на руках, музыкант зарезервировал студию Criteria Studios, вновь пригласив для работы продюсера Даниэля Лануа. Вскоре после завершения записи, которая, по слухам, проходила в напряжённой атмосфере, Дилан был госпитализирован с опасной сердечной инфекцией, перикардитом, вызванной гистоплазмозом. Музыкант был вынужден отменить свои европейские гастроли, однако вскоре пошёл на поправку и покинул больницу со словами: «Я взаправду думал, что скоро увижу Элвиса». Он возобновил турне в середине года, выступив перед Папой Иоанном Павлом II на Всемирной Евхаристической конференции в Болонье. После этого Папа Римский прочитал перед аудиторией более 200 000 человек проповедь, основанную на тексте песни «Blowin' in the Wind».
В сентябре 1997 года был выпущен Time Out of Mind — самый успешный альбом Дилана за семь лет. Как и предыдущий диск, спродюсированный Лануа, он получил высокие оценки критиков, которые отмечали грустные размышления о любви и болезненную рефлексию музыканта. Редактор портала Allmusic Стивен Томас Эрлевайн писал в рецензии: «Песни одинаково сильны по отдельности, вставая вровень с коллекцией лучших композиций Дилана, выпущенных за последние годы».
В свою очередь, публицист Найджел Уильямсон отметил: «Даже по меркам Дилана… „Time Out of Mind“ был впечатляющим возвращением». Альбом был отмечен тремя премиями «Грэмми» в категориях «Альбом года» и «Лучший современный фолк-альбом», а также «Лучшее мужское вокальное рок-исполнение» за песню «Cold Irons Bound». Во время спича Лануа подчеркнул: «Слова были трудными, глубокими, отчаянными, сильными, и они пришли к нам, прожив несколько жизней, которые, я считаю, Боб прожил тоже. Поэтому это именно та запись, которую я хотел сделать». В декабре 1997 года президент США Билл Клинтон вручил Дилану награду за вклад в американскую культуру, центра имени Джона Кеннеди, в Восточном зале Белого дома, сказав в своей речи: «Он, вероятно, оказал большее влияние на людей моего поколения, чем любой другой творческий артист. Его голос и лирика не всегда были лёгкими для уха, но на протяжении всей своей карьеры Боб Дилан никогда не стремился угодить. Он выводил мир из равновесия и нарушал покой власть имущих».
В 1998 году был выпущен сборник The Bootleg Series Vol. 5: Bob Dylan Live 1975, The Rolling Thunder Revue, состоящий из материала записанного музыкантом во время концерта в лондонском Альберт-холле. В 1999 году Дилан отправился в совместный североамериканский тур с Полом Саймоном, по ходу которого музыканты чередовались в статусе хедлайнера, а также выступали вместе. Гастроли проходили с 1 июня по 18 сентября и получили положительные отзывы со стороны музыкальных журналистов.

### 2000-е
Дилан начал новое тысячелетие с нескольких побед. В мае 2000 года он стал лауреатом награды «Polar Music Prize», после чего выиграл премии «Оскар» и «Золотой глобус» за песню «Things Have Changed», написанную для фильма «Вундеркинды». Некоторые журналисты утверждали, что музыкант брал точную копию «Оскара» на гастроли, размещая статуэтку на одном из усилителей.
11 сентября 2001 года был выпущен альбом Love and Theft. Дилан продюсировал альбом самостоятельно, под псевдонимом Джек Фрост, помимо него в записи участвовали музыканты его гастрольной группы. Пластинка была хорошо принята музыкальными критиками, среди прочего возглавив списки лучших альбомов года Rolling Stone и The Village Voice, и получила несколько номинаций на «Грэмми». Рецензенты отметили, что Дилан расширил свою музыкальную палитру, добавив элементы таких жанров, как рокабилли, вестерн-свинг, джаз и «даже лаунж».
Тем не менее Love and Theft вызвал небольшой скандал в прессе, после того как журналист The Wall Street Journal усмотрел сходство между текстами альбома и содержанием книги «Исповедь якудзы» японского писателя Дзюнъити Саги.
Впоследствии Дилан признал цитирование строк, однако подчёркивал, что такие цитаты были сделаны для «обогащения» фолковой и джазовой музыки. Годом позже была выпущена компиляция The Bootleg Series Vol. 5: Bob Dylan Live 1975, The Rolling Thunder Revue, содержащая аудиозаписи из одноимённого турне.
В 2003 году был записан трибьют-альбом Gotta Serve Somebody: The Gospel Songs of Bob Dylan, который был полностью посвящён евангельским песням «христианского периода» Боба Дилана. В том же году Дилан поучаствовал в создании фильма «Шоу века», написав для него сценарий (под псевдонимом Сергей Петров) в соавторстве с режиссёром Ларри Чарльзом, а также исполнив главную роль — Джека Фейта. Вместе с Диланом в ленте снялись такие звёзды Голливуда, как Джефф Бриджес, Пенелопа Крус и Джон Гудмен. Фильм получил смешанные отзывы критиков: многие посчитали его «бессвязной бестолковщиной»; другие же рассмотрели в нём серьёзное произведение искусства. В октябре 2004 года Дилан опубликовал первую часть автобиографии «Хроники». Вопреки ожиданиям, музыкант посвятил бо́льшую часть книги своему первому году жизни в Нью-Йорке (1961—1962), практически проигнорировав середину 1960-х годов, когда он был на пике славы. Также он посвятил отдельные главы альбомам New Morning и Oh Mercy. В декабре книга достигла 2-й строчки в списке бестселлеров The New York Times и была номинирована на Национальную книжную премию США. В том же году был издан сборник The Bootleg Series Vol. 6: Bob Dylan Live 1964, Concert at Philharmonic Hall.
Голос Дилана почти полностью „выстрелил“ здесь, но то, что он делает с ним, сложно передать словами. И он в таком хорошем настроении! Это самый тёплый, самый отзывчивый, самый доброжелательный альбом Боба Дилана со времён „Nashville Skyline“, если не „The Basement Tapes“.
В 2005 году был выпущен документальный фильм «Нет пути назад: Боб Дилан» режиссёра Мартина Скорсезе, дебютный показ которого состоялся 26—27 сентября на телеканалах PBS (США) и BBC Two (Великобритания). Биографическая лента была посвящена периоду с момента прибытия Дилана в Нью-Йорк в 1961 году до его мотоциклетной аварии в 1966-м, помимо прочего, в ней фигурировали интервью с Сьюз Ротоло, Лиамом Клэнси, Джоан Баэз, Алленом Гинсбергом, Питом Сигером, Мавис Стейплc и самим Диланом. Фильм получил премию «Пибоди» в апреле 2006 года и премию «Колумбийского университета» в январе 2007-го. Саундтрек киноленты включал неизданные песни ранней карьеры музыканта, которые были выпущены на отдельном сборнике The Bootleg Series Vol. 7: No Direction Home: The Soundtrack.
3 мая 2006 года состоялась премьера еженедельной радиопередачи Дилана «Theme Time Radio Hour» на радио XM Satellite Radio. Каждое шоу было посвящено отдельной теме. Дилан ставил в эфир композиции, начиная с классических и малоизвестных песен 1930-х годов до современного материала, в том числе произведения таких исполнителей, как Blur, Принс, LL Cool J и The Streets. Передача была высоко оценена критиками и простой публикой, которые называли её «отличной», отмечая интересное повествование автора и его фирменный язвительный юмор. В апреле 2009 года вышел в эфир 100-й, финальный, выпуск радиопередачи, получивший название «Goodbye» — шоу закончилось трансляцией композиции Вуди Гатри «So Long, It’s Been Good to Know Yuh».

### Modern Times

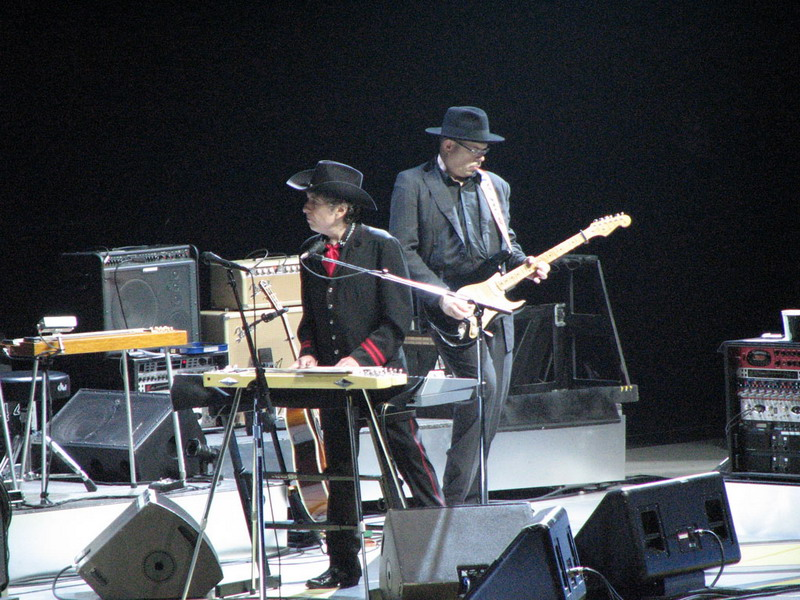
Дилан на концерте в Торонто, 2006 год

29 августа 2006 года был выпущен альбом Modern Times. Несмотря на некоторое огрубение голоса Дилана (рецензент из The Guardian описал вокал музыканта эпитетом «катаральный предсмертный хрип»), бо́льшая часть критиков похвалила запись, охарактеризовав её как заключительную часть успешной трилогии, также охватывающей пластинки Time Out of Mind и Love and Theft.
Modern Times дебютировал на 1-м месте чарта Billboard, тем самым повторив результат альбома Desire 30-летней давности.
В сентябре того же года газета The New York Times опубликовала исследование, в котором сравнивала некоторые тексты пластинки с поэзией Генри Тимрода времён гражданской войны.
Modern Times был номинирован на три премии «Грэмми», победив в двух категориях — «Лучший современный альбом в стиле фолк/американа», а также «Лучшее сольное вокальное рок-исполнение», за песню «Someday Baby».
Помимо этого, редакции журналов Rolling Stone и Uncut назвали его «Альбомом года».
Одновременно с выходом Modern Times, в магазине iTunes Store состоялся релиз Bob Dylan: The Collection — полной коллекции альбомов музыканта в цифровом формате, бонусом к которым шли 42 редких трека.
В 2007 году Дилан был признан самым цитируемым автором среди американской коллегии судей и адвокатов, на его тексты ссылались 186 раз — против 74 у The Beatles, которые заняли второе место. Среди тех, кто цитировал Дилана, были Председатель Верховного Суда США Джон Робертс и судья Антонин Скалиа, оба консерваторы. В числе наиболее популярных цитат Дилана фигурировали: «Тебе не нужен синоптик, чтобы знать, в какую сторону дует ветер» (англ. «you don't need a weatherman to know which way the wind blows») из «Subterranean Homesick Blues» и «Когда у тебя ничего нет, тебе нечего терять» (англ. «when you ain't got nothing, you got nothing to lose») из «Like a Rolling Stone».
В августе 2007 года был выпущен биографический фильм «Меня там нет» независимого режиссёра Тодда Хейнса, отмеченный несколькими кинематографическими наградами, в том числе специальным призом жюри Венецианского кинофестиваля.
В работе над лентой принимала участие плеяда известных актёров, шесть из них — Кристиан Бейл, Кейт Бланшетт, Маркус Карл Франклин, Ричард Гир, Хит Леджер и Бен Уишоу — сыграли Дилана в различные периоды его жизни, что было отображено в слогане фильма — «Вдохновлённый музыкой и многими жизнями Боба Дилана».
Лента получила название в честь ранее неиздававшейся записи 1967 года («I’m Not There»), которая была включена в саундтрек фильма — все другие композиции представляли собой песни Дилана, перепетые другими исполнителями, в том числе инди-направления: Sonic Youth, Эдди Веддером, Мейсоном Дженнингсом, Стивеном Малкмусом, Джеффом Твиди, Карен О, Вилли Нельсоном, Cat Power, Ричи Хейвенсом и Томом Верленом.
1 октября 2007 года лейбл Columbia Records выпустил ретроспективную трёхдисковую антологию Dylan, охватывающую всю карьеру музыканта. В преддверии выпуска сборника была организована масштабная рекламная кампания под слоганом Dylan 07, по ходу которой музыкант Марк Ронсон создал ремикс на песню Дилана «Most Likely You Go Your Way and I’ll Go Mine» (1966), который был выпущен в формате макси-сингла. Это был первый случай, когда Дилан одобрил ремикс одной из своих классических записей.
Успех маркетинговой кампании Dylan 07 продемонстрировал, что коммерческий потенциал Дилана значительно вырос по сравнению с 1990-ми. Как следствие, музыкант появился в телевизионной рекламе дамского белья фирмы Victoria's Secret.
Он также участвовал в промо-кампании по продвижению автомобиля Cadillac Escalade (3-го поколения).
В 2009 Дилан снялся в рекламе Pepsi с рэпером will.i.am, которая транслировалась на спортивном шоу Супербоул XLIII, одном из самых престижных мероприятий в США, подтвердив свой высокий медийный статус.
Ролик, который транслировался для аудитории более 98 миллионов человек, начинался с Дилана, поющего первый куплет «Forever Young», после чего песню продолжал will.i.am — исполняющий её 3-й и последний куплеты речитативом.
В октябре 2008 года был выпущен сборник The Bootleg Series Vol. 8: Tell Tale Signs: Rare and Unreleased 1989–2006, который включал записи концертных выступлений Дилана, материал, не вошедший в его студийные альбомы (1989—2006 годов), а также песни из саундтреков и композиции, записанные с Дэвидом Бромбергом и Ральфом Стэнли. Цена двухдискового издания составляла $18.99, однако цена делюкс-версии, включавшей третий дополнительный диск и книгу в твёрдом переплёте, равнялась $129.99, что повлекло за собой многочисленные жалобы фанатов и рецензентов на «грабёж» со стороны музыканта. Тем не менее релиз получил высокие оценки от критиков — обилие редкого и неизданного материала натолкнули одного из них на вывод, что количество раритетных песен было сравнимо по объёму «с новым альбомом Боба Дилана, не только за удивительную свежесть материала, но и за невероятное качество звука и органичное сочетание всего, [что было в сборнике]».
28 апреля 2009 года состоялся релиз пластинки Together Through Life. В беседе с журналистом Биллом Флэнаганом музыкант пояснил, что суть альбома возникла благодаря просьбе французского режиссёра Оливье Даана написать песню для его роуд-муви «Моя любовная песня»; хотя Дилан намеревался сочинить только один трек — «Life Is Hard», в итоге «запись двинулась в собственном направлении».
Девять из десяти песен альбома были написаны в соавторстве Дилана и поэта Роберта Хантера. Together Through Life получил преимущественно положительные отзывы прессы, хотя несколько критиков описали его как незначительное дополнение к дискографии Дилана. Энди Гилл из The Independent отметил, что запись «представляет Дилана в довольно расслабленном, спонтанном настроении, содержание выхватывает какие-то грувы и эмоции, как будто на мгновение попадающие в поле зрения автора. Таким образом, хотя альбом не содержит большого количества знаменательных треков, эта запись воспринимается как одна из самых приятных, вы будете слушать её весь год».
В первую же неделю Together Through Life достиг вершины чарта Billboard, в результате чего Боб Дилан (67 лет) стал самым возрастным музыкантом, который дебютировал на 1-м месте этого хит-парада. Также, альбом отметился на верхней строчке чарта Великобритании, повторив результат 39-летней давности альбома New Morning и обновив рекорд по самому длинному перерыву между двумя альбомами одного исполнителя, занимавшими 1-е место.

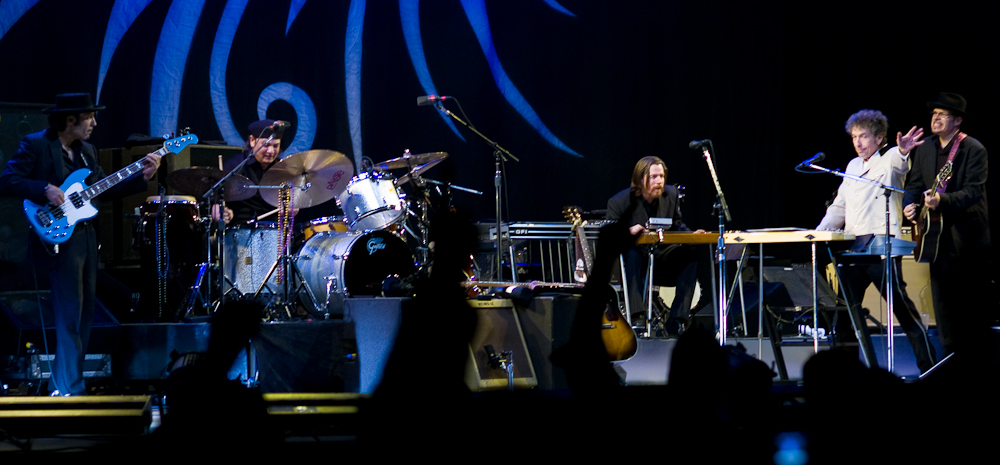
Дилан на концерте в Осло, 30 марта 2007 года

13 октября 2009 года Дилан выпустил благотворительный альбом Christmas in the Heart, включающий такие классические рождественские песни, как Рождественские стандарты, «The Little Drummer Boy», «Winter Wonderland» и «Here Comes Santa Claus». Доходы от продажи пластинки были перечислены в фонды «Feeding America» (США) и «Crisis» (Великобритания), а также во Всемирную продовольственную программу.
Лонгплей был в целом положительно принят музыкальной прессой. Так, рецензент журнала The New Yorker отметил, что «в кои-то веки» Дилан «приладил пред-рок-н-рольный звук» для «своего хриплого вокала», и предположил, что в затее музыканта могла заключаться ирония: «Дилан имеет длительные и широко известные взаимоотношения с христианством; требовать от него ребяческого оптимизма в „Here Comes Santa Claus“ или „Winter Wonderland“ — это игнорировать полувековую резкую сатиру [музыканта]». В свою очередь, критик журнала New York Magazine Крис Уиллман посетовал на заурядную трактовку рождественских мелодий: «Заполненный в основном самыми известными колядками, „Christmas in the Heart“ — это в полном смысле старая, вовсе не таинственная Америка, дань уважения к праздничным записям для массового потребителя, которые его собственная еврейская семья могла выбрать на бензоколонке в пригороде Миннесоты в 1950-е годы в качестве почти бесплатного подарка». В интервью, опубликованном в The Big Issue, журналист Билл Флэнаган спросил Дилана, почему он исполнил песни в традиционном стиле, на что тот ответил: «Другого выхода не было, я не мог сыграть их как-то по-другому. Эти песни — часть моей жизни, как и фолк-песни. Ты должен играть их — как есть».

### 2010-е
Иногда в пророческих ассоциациях, иногда в кратком повествовании, у г-на Дилана многое на уме: женщины, стиль, путешествия, сила, непостижимая воля Божия и вездесущность смерти. Он поёт в полную силу своим хриплым, спокойно-грубоватым голосом, который нельзя назвать мелодичным и дружелюбным. Потрёпанный и беспощадный, он всё ещё Боб Дилан […].
18 октября 2010 года был выпущен сборник The Bootleg Series Vol. 9: The Witmark Demos: 1962–1964, включающий 47 демо-треков записанных между 1962 и 1964 годами для первых двух лейблов Дилана: Leeds Music в 1962 году и Witmark Music с 1962 по 1964 годы. Один из рецензентов описал сборник словами: «Душевный, мимолётный взгляд на молодого Боба Дилана, меняющего музыкальный бизнес, и мир, по одной ноте за раз». Сайт-агрегатор Metacritic присудил альбому 86 баллов из 100, с вердиктом «всеобщее признание». На той же неделе фирма Legacy Recordings выпустила бокс-сет The Original Mono Recordings, в состав которого входили восемь первых альбомов Дилана (от Bob Dylan до John Wesley Harding) в оригинальном моно-варианте, что было их первым релизом в таком формате. Компакт-диски были размещены в миниатюрных факсимиле с изображениями обложек и со всей оригинальной аннотацией. Набор сопровождался брошюрой с эссе музыкального критика Грейла Маркуса.
12 апреля 2011 года состоялся релиз концертного альбома In Concert — Brandeis University 1963, записанного во время шоу Дилана в Брандейском университете 10 мая 1963 года, за две недели до выпуска Freewheelin' Bob Dylan. Оригинальная запись была обнаружена в архиве музыкального критика Ральфа Дж. Глисона, по словам Майкла Грея, который написал для неё аннотацию, она демонстрирует Дилана «из прошлого, когда Кеннеди был президентом, а The Beatles ещё не добрались до Америки. Она не выявляет Дилана в какой-то знаменательный момент [карьеры], но даёт представление о его выступлениях в фолк-клубах, в этот период… Это последнее концертное выступление Боба Дилана перед тем, как он стал звездой».
24 мая 2011 года, в день 70-летия музыканта, три университета организовали симпозиумы, посвящённые его творчеству, что в очередной раз подтвердило высокий интерес к Дилану на академическом уровне. Майнцский, Венский и Бристольский университеты пригласили литературоведов и культурологов выступить с докладами посвящёнными его роли в музыке XX века. Помимо этого, были организованы выступления трибьют-групп и локальное исполнение песен фанатами музыканта по всему миру, что было отмечено в статье газеты The Guardian: «от Москвы до Мадрида, от Норвегии до Нортгемптона, Малайзии и его родного штата Миннесоты, самопровозглашённые „Бобкаты“ соберутся сегодня, чтобы отпраздновать 70-летие гиганта поп-музыки».
4 октября 2011 года на лейбле Дилана, Egyptian Records, был выпущен альбом неизвестных песен Хэнка Уильямса The Lost Notebooks of Hank Williams. Дилан помог реализовать этот проект, в котором фигурировали незавершённые песни музыканта, умершего в 1953 году. Все композиции пластинки были завершены и записаны другими исполнителями: самим Дилана, его сыном Джейкобом Диланом, Левоном Хелмом, Норой Джонс, Джеком Уайтом и другими.

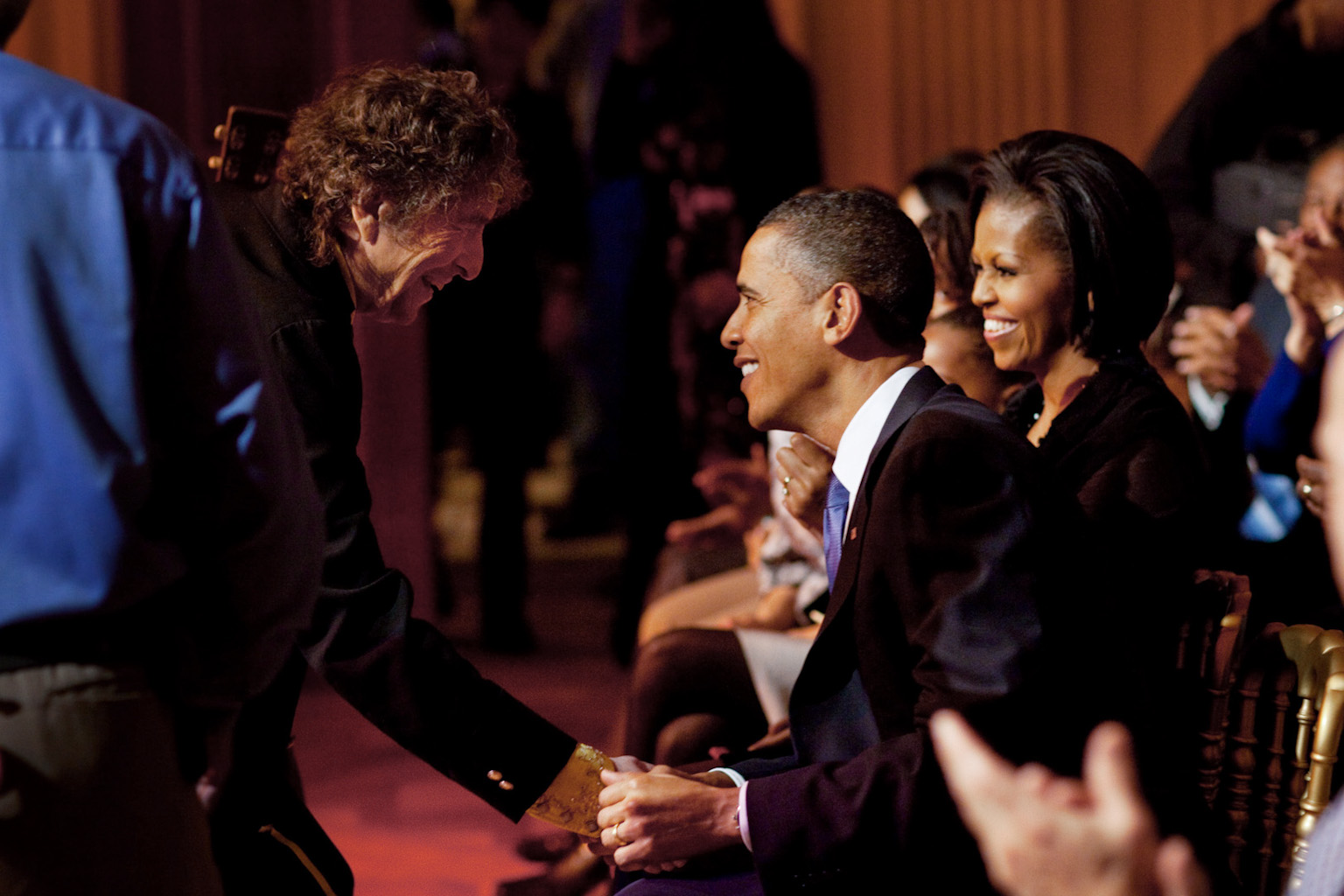
Дилан жмёт руку президенту Бараку Обаме после выступления в Белом Доме, на церемонии посвящённой музыке за гражданские права, 9 февраля 2010 год

29 мая 2012 года Барак Обама наградил Дилана «Президентской медалью свободы». Во время торжественного приёма в Белом доме Обама похвалил голос Дилана за его «уникальную си́плую силу, [голос] изменивший представление не только о том, как должна звучать музыка, но и о смысле, который она несёт людям, и о её восприятии». «Сегодня все, начиная от Брюса Спрингстина до группы U2, благодарны Бобу. Это крупнейшая фигура в истории американской музыки. И спустя столько лет, он все ещё ищет тот самый звук, все ещё ищет правду. И я должен сказать, что я — большой фанат Дилана» — добавил американский президент.
В свою очередь, на сайте Белого дома сообщалось: «Боб Дилан — один из самых влиятельных музыкантов XX века. Он известен своими яркими поэтическими текстами, а его работа значительно повлияла на движение за гражданские права в 60-е годы и на Американскую культуру последних 50-ти лет. Он написал более 600 песен… и 11 раз завоевывал премию „Грэмми“».
11 сентября 2012 года Дилан выпустил свой 35-й студийный альбом — Tempest. Помимо прочего, лонгплей содержал песню посвящённую Джону Леннону («Roll On John»), а также 14-минутную композицию вдохновлённую гибелью «Титаника» («Tempest»).
Альбом был тепло принят критиками, набрав 83 балла сайте Metacritic. В обзоре журнала Rolling Stone Уилл Гермес поставил пластинке высшую оценку: «В плане текстов, Дилан находится на вершине своего мастерства, на протяжении всей записи он шутит, сыплет каламбурами и аллегориями, которые избегают заимствований и цитат клишированных фолковых слов, как фристайлер на кураже». Гермес назвал Tempest «одним из самых странных альбомов Дилана», и предположил: «Быть может, это самая мрачная запись в репертуаре музыканта».
27 августа 2013 года состоялся релиз сборника The Bootleg Series Vol. 10: Another Self Portrait (1969–1971), который содержал 35 неиздававшихся ранее треков (в том числе альтернативные дубли песен и демоверсии), записанных в период с 1969 по 1971 годы, во время студийных сессий альбомов Self Portrait и New Morning. Помимо этого, издание включало концертную запись выступления Дилана с группой The Band на фестивале острова Уайт в 1969 году. Сборник получил высокие оценки музыкальной прессы, так критик AllMusic Том Джурек писал: «Для поклонников это больше, чем любопытство, это незаменимое дополнение к дискографии [музыканта]». 4 ноября 2013 года на лейбле Columbia Records был выпущен бокс-сет Bob Dylan: The Complete Album Collection Vol. One, в который входили: 35 студийных альбома Дилана, 6 концертных пластинок и а также Side Tracks — коллекция песен, которые были записаны для сторонних проектов и не выпускались в альбомах. Каждый лонгплей содержал аннотации написанные Клинтоном Хейлином, а также «вступительное слово» от Билла Флэнагана. В тот же день состоялся релиз сборника лучших хитов музыканта The Very Best of Bob Dylan, в двухдисковом и однодисковом форматах. Издание бокс-сета было подкреплено выпуском музыкального видео на песню «Like a Rolling Stone». Клип был снят режиссёром Ваней Хейманном и представляет собой интерактивное видео, которое содержит 16 телеканалов (между которыми можно переключаться), имитирующих различные телевизионные форматы: телевикторина, магазин на диване и реалити-шоу. Губы персонажей телепередач были синхронизированы таким образом, чтобы создавался эффект будто они сами исполняют песню.
2 февраля 2014 года на американском шоу Супербоул XLVIII была показана реклама автомобиля Chrysler 200 с участием Дилана. В конце ролика музыкант произносил фразу: «Пусть Германия сварит ваше пиво, Швейцария сделает ваши часы, Азия соберёт ваш телефон. А мы построим Ваш автомобиль». Рекламный ролик породил общественную полемику и дискуссии: критики, в том числе редакторы нескольких крупных изданий, обсуждали возможные протекционистские последствия слов певца, а также вероятность его «продажности» ради корпоративных интересов. В 2013 и 2014 годах коллекционеры проявили повышенный интерес к аукционным лотам, связанным с творчеством Дилана в середине 1960-х годов, — были зафиксированы несколько рекордов по суммам средств, вырученных во время торгов. В декабре 2013 года гитара Fender Stratocaster, на которой музыкант играл на Ньюпортском фолк-фестивале, была продана за 965 000 долларов, продемонстрировав 2-й результат среди подобных лотов. В свою очередь, в июне 2014 года написанный Диланом от руки текст композиции «Like a Rolling Stone» был продан за 2 миллиона долларов, установив рекорд среди музыкальных рукописей поп-песен.
28 октября 2014 года издательство Simon & Schuster опубликовало 960-страничную книгу с текстами песен Дилана, которая была отредактирована командой литературоведов: Кристофером Риксом, Джули Немроу и Лизой Немроу, подготовивших несколько вариантов некоторых песен музыканта, на основе различных выступлений музыканта. Лимитированное издание из 50 книг содержало автограф Диланом и продавалось по цене 5000 долларов. По словам главы издательства, Джонатана Карпа, «это самая объёмная, самая дорогая книга» которую они когда-либо выпускали.
4 ноября 2014 года лейблы Columbia/Legacy выпустили The Bootleg Series Vol. 11: The Basement Tapes Complete, шестидисковый бокс-сет содержащий 138 треков, в том числе некоторые песни, которые Дилан и The Band записали во время совместных сессий в 1967 году (в доме Дилана и в особняке «Big Pink»). Около 100 аудиозаписей, выпущенных в рамках этого бокс-сета, несколько десятилетий фигурировали на различных «кустарных» бутлегах. Аннотации к этому релизу были написаны Сидом Гриффином, американским музыкантом и автором книги Million Dollar Bash: Bob Dylan, the Band, and the Basement Tapes, посвящённой записи альбома The Basement Tapes.

#### Shadows in the Night,Fallen AngelsиTriplicate
Это достопримечательность в его дискографии. Но также это заявлении о симпатии, возможно, неожиданной симпатии. А также это выпад в сторону резкой критики, чтобы заявить: „Я достиг той точки в своей карьере, когда я могу делать то, что мне нравится, и, если это приведёт меня в какое-то место, куда люди не захотят идти, я всё равно туда пойду“.
3 февраля 2015 года Дилан выпустил пластинку Shadows in the Night, состоящую из 10 популярных эстрадных песен написанных в период между 1923 и 1963 годами (композиций т. н. «Great American Songbook»). Все песни альбома в разное время исполнялись Фрэнком Синатрой, однако, музыкальные критики, и сам Дилан, не расценивали запись как коллекцию «каверов Синатры». Музыкант предлагал не акцентировать на этом внимание: «Я не расцениваю себя как перепевающего эти песни тем или иным образом. Они и так были перепеты множество раз. Похоронены, по сути дела [под слоем множества каверов]. В основном мы с моей группой занимались тем, что раскрывали их. Поднимали их из могилы и выносили на свет божий». В одном из интервью Дилан сказал, что думал о создании этого альбома с тех пор, как услышал альбом Вилли Нельсона Stardust. Shadows in the Night был тепло принят музыкальными критиками, набрав 82 балла на сайте Metacritic с вердиктом «всеобщее признание». Рецензенты высоко оценили лаконичный инструментальный аккомпанемент и сдержанный вокал Дилана, подчеркнув, что благодаря этому материалу певец продемонстрировал свои лучшие вокальные качества за последние годы. Грег Кот в журнале Chicago Tribune так прокомментировал содержание альбома: «Существует бесчисленное множество альбомов [песенных] стандартов с более технически профессиональным пением. Дилан не прикидывается оным. Но немногие столь же эмоционально прозрачны». В свою очередь, Энди Гилл из The Independent отметил: «[альбом] имеет длительное, томное очарование, которое… помогает освободить материал от ржавых оков манерности биг-бендов и кабаре». Альбом дебютировал на 1 месте чарта UK Albums Chart и отметился в Top-10 хит-парада Billboard.

Гитара Fender Stratocaster с которой Дилан выступал на Ньюпортском фестивале 1965 года. Была продана в 2013 году на аукционе за $ 965000, что является 2-м результатом среди подобных инструментов

5 октября 2015 года фирма IBM запустила промокампанию компьютерной системы Watson, в которой участвовал Дилан. В рекламном ролике музыкант беседует с суперкомпьютером, который говорит, что он прочитал все его тексты и интервью: «Мой анализ показывает, что ваши основные темы — время скоротечно и любовь непостоянна». Дилан отвечает: «Похоже на правду». 6 ноября 2015 года лейбл Sony Music выпустил сборник The Bootleg Series Vol. 12: The Cutting Edge 1965–1966, который содержал раритетный материал, записанный Диланом в период между январем 1965 и мартом 1966 года: во время студийных сессий альбомов Bringing It All Back Home, Highway 61 Revisited и Blonde on Blonde. Компиляция была выпущена в трёх форматах: на 2 компакт-дисках, на 6 дисках, а также на 18-дисковом бокс-сете (ограниченным тиражом в 5000 копий), который был описан на сайте музыканта, как «содержащий каждую ноту, записанную Бобом Диланом в студии в 1965/1966 годах». Сборник получил рейтинг 99 % на сайте Metacritic и дебютировал на 1-м месте в чарте Billboard Top Rock Albums — 18 ноября.
2 марта 2016 года было объявлено, что Дилан продал архив из 6000 предметов личного обихода в фонд Джорджа Кайзера и Талсонский университет. По сообщениям, в архив вошли записные книжки, черновики текстов, аудиозаписи и переписка музыканта, а сумма сделки составила «от 15 до 20 миллионов долларов». Также, материал включал 30 часов раритетного видео со съёмок документального фильма «Не оглядывайся», 30 часов съёмок «Электрического» тура 1966 года и 50 часов съёмок турне Rolling Thunder Revue 1975 года. Экспозиция архива была выставлена в Helmerich Center for American Research, являющегося одним из объектов музея Gilcrease Museum. 20 мая того же года состоялся релиз 37-го студийного альбома Дилана Fallen Angels, который был охарактеризован как «прямое продолжение работы с материалом „Великого Песенника“, начатой в „Shadows In the Night“». Альбом содержал двенадцать песен классических американских музыкантов, таких как Гарольд Арлен, Сэмми Кан и Джонни Мерсер, одиннадцать из которых были записаны Синатрой. Как и предыдущий диск музыканта, лонгплей получил высокие оценки от музыкальных критиков. Так, Джим Фэрбер из Entertainment Weekly отметил: «Поразительно, [Дилан] преподносит эти песни о любви, потерянной и заветной, не с горящей страстью, а с горьким опытом. Теперь они становятся песнями из жизненного опыта, и исполняются с чувством ответственности. Выпущенные всего за четыре дня до его 75-летия, они как нельзя более подходят его возрасту». В свою очередь, рецензент Rolling Stone Уилл Хермес подчеркнул: «Его смысловое содержание остаётся впечатляющим, иногда надрывающим сердце, иногда весёлым, а игра является возвышенной».
Эти каверы вдохнули „вторую жизнь“ в Дилана на сцене, он чувствует, что по-настоящему делает свою работу как трубадур. И за одно это — аплодисменты ему. Во всех своих измерениях современный Дилан может быть выражением величайшего расцвета артистизма в старости со времён Эрика Ромера или даже Пикассо.
13 октября 2016 года Шведская академия объявила о присуждении Дилану Нобелевской премии по литературе.
Однако он отказался приехать на церемонию вручения, сославшись на непреодолимые обстоятельства.
В итоге диплом и медаль были переданы музыканту 1 апреля 2017 года на отдельном мероприятии, в связи с пожеланиями лауреата вручение происходило в камерной обстановке, никого из представителей СМИ там не было, присутствовали только члены Академии.
Для того, чтобы получить денежную премию в размере 8 миллионов крон, Дилан должен был в течение шести месяцев (начиная с 10 декабря) прочитать традиционную нобелевскую лекцию. Однако лауреат отказался это делать, некоторое время спустя заявив, что вышлет в комитет видеоверсию, хотя первоначально предполагалось, что он прочитает лекцию в перерыве между серией концертов в Швеции.
11 ноября 2016 года лейбл Legacy Recordings выпустила 36-дисковый бокс-сет The 1966 Live Recordings, который включал все известные записи сделанные во время концертного тура Боба Дилана 1966 года. По словам президента издательства Адама Блока: «Проводя архивные исследования для „The Cutting Edge 1965–1966“, прошлогоднего бокс-сета студийных сессий Дилана середины 60-х годов, мы были поражены тем, насколько грандиозны его концертные записи 1966 года». Бокс-сет начинается с выступления музыканта в Уайт-Плейнсе (5 февраля 1966 года) и заканчивается концертом Альберт-холле (27 мая 1966). Аннотации ко всем дискам издания были написаны Клинтоном Хейлином, автором книги «Judas!: From Forest Hills to the Free Trade Hall: A Historical View of Dylan’s Big Boo», посвящённой анализу этого турне музыканта. Впоследствии газета The New York Times отмечала, что большинство концертов «никогда не издавались в каком-либо виде», и описала бокс-сет, как «монументальное дополнение» к дискографии Дилана.
31 марта 2017 года Дилан выпустил тройной альбом, Triplicate, содержащий 30 переработанных песен из «Великого Американского Песенника», в том числе «As Time Goes By» Германа Хапфелда и «Stormy Weather» Гарольда Арлена и Тед Колер. Лонгплей был записан в студии Hollywood’s Capitol Studios при содействии гастрольной группы Дилана. Во время промо-кампании пластинки музыкант опубликовал большое интервью на своём веб-сайте, где, в частности, ответил на вопрос является ли Triplicate упражнением в ностальгии: «Ностальгический? Нет, я бы так не сказал. Это не путешествие по переулкам памяти или тоска по старым добрым временам или тёплые воспоминания о том, чего больше нет. Песня вроде „Sentimental Journey“ — это не путь назад, когда песня подражает прошлому, она достижима и приземлённа, она здесь и сейчас». Музыкальные критики высоко оценили тщательность исследования Диланом «Великого Американского Песенника», так обозреватель NPR Том Мун отметил: «Похоже, он отображает ДНК этих мелодий для будущих поколений. Он не просто возвращает эти песни к жизни. Он очень хорошо рассуждает о том, почему они должны жить вечно». Однако, некоторые из них посетовали на зацикленность музыканта на одной теме: «При всём своём очаровании, „Triplicate“ приближает эту тему [Американского Песенника] к грани перебора. После пяти томов проникновенных мелодий, он выглядит как жирная точка в увлекательной главе». Как и два предыдущих диска музыканта Triplicate получил номинацию на «Грэмми» в категории «Лучший традиционный вокальный поп-альбом».
26 июля 2017 года на сцене лондонского театра «Олд Вик» состоялся премьерный показ пьесы «Girl from the North Country» Конора Макферсона, музыкальное сопровождение которой базировалось на 20 композициях Дилана. Проект был реализован с подачи менеджмента музыканта, предложивших драматургу создать театральную постановку на основе его песен. Пьеса получила высокие оценки со стороны критиков: «Великолепный актёрский ансамбль воплощает старые песни Боба достигая потрясающего эффекта в [постановке] Макферсона, удивительным образом сочетающей надежду и стоические страдания […] времён великой депрессии».
Эти песни — одни из самых душераздирающих из когда-либо записанных, и я хотел оправдать их. Теперь, когда я пропустил их через себя, я лучше их понимаю.
3 ноября 2017 Sony Music выпустили бокс-сет The Bootleg Series Vol. 13: Trouble No More 1979–1981, состоящий из 8 компакт-дисков и 1 DVD. Журнал Rolling Stone так описал релиз: «Христианский период [Дилана] 1979—1981 — насыщенное, дико спорное время, в которое были записаны три альбома и одни из самых конфронтационных концертов его долгой карьеры». В свою очередь, Джон Парелес из New York Times писал: «Десятилетия спустя, то, что происходит через эти записи, это, прежде всего, несомненный пыл г-на Дилана, его чувство долга. Студийные альбомы [звучат] более сдержанно, даже промежуточно, по сравнению с тем, чем их песни стали в турне. Голос г-на Дилана ясен, режущ и всегда импровизационен; взаимодействуя с аудиторией, он был решительным, целеустремлённым, иногда задиристо-боевым. А его группа буквально вонзалась в музыку». Trouble No More включал DVD с фильмом режиссёра Дженнифер Лебо, демонстрирующим концертные выступления Дилана в жанре госпел, которые чередуются с проповедями в исполнении Майкла Шеннона. Бокс-сет был тепло встречен критиками, его рейтинг на сайте Metacritic равен 84 % с вердиктом «всеобщее признание».

### 2020-е
В июне 2020 года новый лонгплей Дилана Rough and Rowdy Ways стал самым продаваемым в Соединённом Королевстве, а его автор — самым возрастным (79 лет) музыкантом, альбом которого когда-либо возглавлял хит-парад UK Albums Chart.
В поддержку альбома Дилан, не часто жалующий журналистов, дал интервью историку Дугласу Бринкли , опубликованное в The New York Times 12 июня, где так прокомментировал убийство Джорджа Флойда: «Это было ужасно. Будем надеяться, что справедливость — и по отношению к семье Флойд, и ко всей нации в целом — восторжествует». О пандемии COVID-19 он сказал: «Может быть, мы находимся на пороге уничтожения. Об этом вирусе можно думать по-разному. Мне представляется, просто нужно позволить событиям идти своим чередом».
В конце 2020 года компания Universal Music приобрела права на более чем шестьсот композиций Боба Дилана — полный архив почти за шестьдесят лет, все записи музыканта — от песни 1962 года «Blowin' In The Wind» до вышедшего этим летом альбома Rough and Rowdy Ways.

## Концертная деятельность,Never Ending Tour
Never Ending Tour (с англ. — «Бесконечный тур») начался 7 июня 1988 года: в 1990-х и 2000-х Дилан отыгрывал около 100 концертов в год — что превосходило гастрольные графики большинства исполнителей, начавших свою карьеру в 1960-х годах. К маю 2013 года Дилан и его группа, костяк которой составляли басист Тони Гарнье, барабанщик Джордж Рекайл, мульти-инструменталист Донни Херрон и гитарист Чарли Секстон, выступили более чем на 2500 концертах. На протяжении большей части карьеры музыканта, многие зрители сетовали на его любовь к импровизациям, поскольку он любит менять аранжировки песен и вокальный стиль исполнения, от концерта к концерту. В свою очередь, критики высказывают противоположные мнения относительно концертной деятельности музыканта Дилана. К примеру, журналисты Ричард Уильямс и Энди Джилл утверждали, что Дилан нашел успешный способ представить своё богатое творческое наследие. Также музыканта критиковали, за то, что его «живые выступления» уродовали «величайшую лирику [в истории поп-музыки] до [состояния] полной неузнаваемости» и так мало давали аудитории, что было «трудно понять, зачем он вообще находится на сцене», что он не обращает внимание на мелодию и у него слишком слабое горло, которое он не разогревает перед выступлениями.

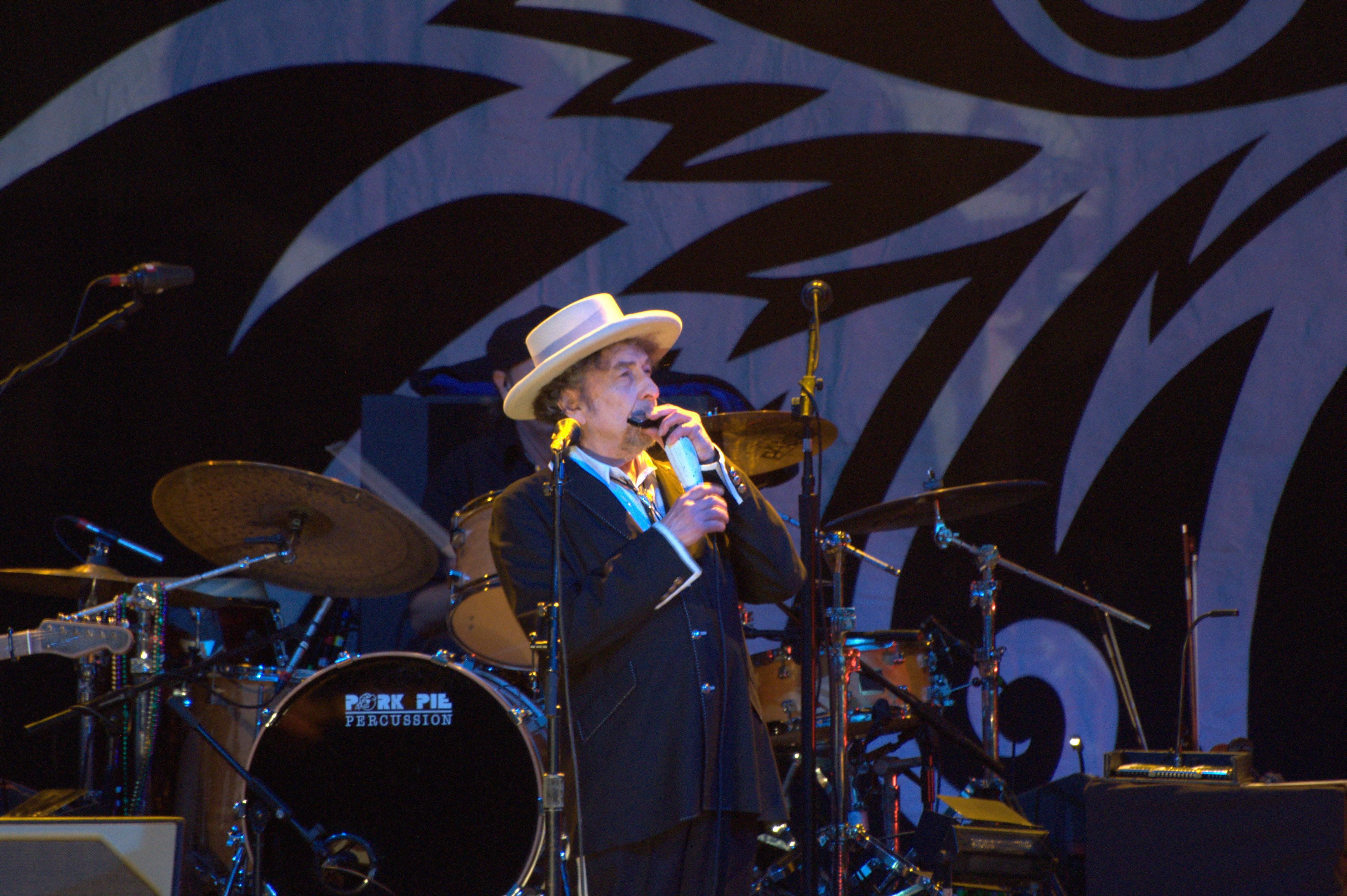
Боб Дилан на концерте в Лондоне, 2011 год

Выступления Дилана в Китае, в апреле 2011 года, вызвали общественный резонанс. Некоторые критиковали его за отсутствие комментариев по поводу политической ситуации в Китае и за, якобы, разрешение китайским властям отцензурировать список концертных песен. Другие защищали выступления Дилана, утверждая, что такая критика представляла собой непонимание искусства Дилана и что никаких редактирования сет-листа Дилана не существует. В ответ на эту полемику Дилан опубликовал заявление на своём веб-сайте: «Что касается цензуры, китайское правительство попросило названия песен, которые я буду исполнять. Не имея однозначного ответа, мы выслали списки композиций исполнявшихся предыдущие три месяца. Если и были какие-то цензурированные песни или отдельные строчки, мне не говорили об этом, и мы играли все песни, которые намеревались сыграть».

### Выступления Дилана в СССР и России

Андрей Вознесенский с Бобом Диланом на даче в пос. Переделкино, 1985 год

В 1985 году Боб Дилан приезжал в Москву «в переломный момент перехода от брежневского „застоя“ к горбачёвской „Перестройке“».
Однако его визит не произвёл должного фурора в Советском Союзе, что было связано с не лучшим периодом творчества музыканта, а также с цензурой, долгие годы препятствовавшей проникновению музыки из-за рубежа. Дилан был приглашён на «Вечер Мировой Поэзии», организованный Евгением Евтушенко и Андреем Вознесенским на стадионе в «Лужниках», который состоялся за день до Всемирного фестиваля молодёжи и студентов, также, на это мероприятие приехал поэт Аллен Гинзберг. Несмотря на участие Дилана, интерес к «Вечеру Мировой Поэзии» был крайне низок, что было связано с минимальной рекламой и отсутствием на ней списка выступающих. Стадион был заполнен наполовину, причём аудиторию составляла «специально согнанная комсомольская публика» так как власть боялась провокаций, которую подвозили к стадиону на автобусах. Дилан исполнил песню «Blowin' In The Wind» аккомпанируя себе на гитаре (на которой зрители чуть оживились), после чего спел «A Hard Rain’s A-Gonna Fall» и «The Times They Are A-Changin'», которые аудитория воспринимала практически равнодушно.
По словам Вознесенского «это был полный провал, так как публика не знала английского языка и у неё были лишь смутные представления о самом музыканте». Дилан был крайне раздосадован и обижен, позже, на даче Вознесенского он плакал от ярости и выражал мнение, что «все русские зрители являются такими». После этого Дилан поехал в Тбилиси, отыграв закрытый концерт в «Доме Писателей». На его выступление пришла молодежь, которая приняла его феерически — после окончания концерта, когда Дилан сел в машину, ликующая толпа подняла его автомобиль и, невзирая на просьбы и испуганные крики музыканта, пронесла по улице.
После концерта в Грузии Дилан отправился в Одессу — «искать корни» на родину своей бабушки, о чём, в частности, рассказывал Евтушенко.
Это человек, которого очень уважают за писательское мастерство. Это примерно… […] Вот у нас замечательный поэт был среди исполнителей песен — Булат Окуджава. Боб Дилан для американцев — как для нас Булат Окуджава. В смысле поэтического таланта Дилана никто никогда не выражал сомнение. Поэзия хорошая, и её воспринимают так не из-за музыки. Он был такой отдельный немножко, держался отдельно, но, в общем, пользовался и пользуется уважением. Не только слушают его концерты, но его и читать можно. […] Я считаю, что [он] очень хороший парень.
Три года спустя Дилан планировал организовать ещё один концерт в Москве, однако мероприятие не состоялось так как на него было продано всего четыре билета. Точная дата предполагаемого концерта не известна, однако, поскольку Дилан гастролировал в 1988 году только по Северной Америке, журналисты выражали мнение, что шоу должно было состояться на год позже — летом 1989 года. Музыкант выступал в Хельсинки, 30 мая того же года, после чего в его графике была пауза до 3 июня — концерта в Дублине. Вероятнее всего московский концерт планировали согласовать 31 мая или 1 июня 1989 года. В итоге, первый полноценный концерт Дилана в России состоялся в 2008 году в Санкт-Петербурге и получил смешанные отзывы критиков. Несмотря на хорошую поддержку зрителей «Ледовый дворец» был заполнен только наполовину (5000 человек), сам музыкант выступал с бо́льшим энтузиазмом, нежели в 1985 году.
Российские журналисты так описывали это выступление: «Звук негромкий, даже камерный, но бэнд играл безупречно стильно. И пел Дилан для своих 67 лет очень хорошо: тембр яркий, голос сильный, ровный и куда более мощный, чем на пластинках» — отметил рецензент издания Фонтанка.ру. В свою очередь обозреватель газеты «Коммерсантъ» подчеркнул, что: «За весь концерт он [Дилан] не сказал ни слова. В процессе исполнения песен он сидел боком к партеру, спиной к правой трибуне, не глядя в зал, и все это напоминало даже не репетицию, посмотреть на которую зачем-то пустили несколько тысяч человек, а радиоэфир. [Тем не менее] язык не повернется сказать, что концерт Боба Дилана был скучным. […] Во время даже не самых заводных номеров в танцпартере „Ледового“ мужчины в костюмах прыгали, как дети, а ещё недавно бывшие детьми юноши и девушки выдавали отчаянный акробатический рок-н-ролл. Но возбуждал их сам факт лицезрения легенды, а не её игра».

## Художественное творчество

Репродукция картины Дилана «Лицо» на обложке Self Portrait

На протяжении долгого времени Дилан увлекался рисованием, обложка альбома Self Portrait (1970) — репродукция картины музыканта «Лицо» (англ. Face). Ещё одна его картина воспроизведена на обложке пластинки Planet Waves. В 1994 году издательство Random House опубликовало художественный альбом с рисунками Дилана «Drawn Blank». В 2007 году в музее Kunstsammlungen (Хемниц, Германия) открылась первая публичная выставка картин Дилана «The Drawn Blank Series»; в ней было представлено более 200 работ выполненных акварелью и гуашью, сделанных на основе оригинальных рисунков. Выставка совпала с изданием художественного альбома «Bob Dylan: The Drawn Blank Series», в который вошли 170 репродукций цикла.
С сентября 2010 года по апрель 2011 года Национальная Галерея Дании демонстрировала 40 крупноформатных акриловых картин Дилана бразильского цикла (англ. The Brazil Series).
В июле 2011 года ведущая сеть галерей современного искусства, Gagosian Gallery, организовала выставку картин Дилана азиатского цикла (англ. The Asia Series).
Экспозиция открылась в выставочном зале галереи на Мэдисон-Авеню, Gagosian Madison Avenue Gallery, и была посвящена картинам Дилана на тему Китая и Дальнего Востока. В материале газеты The New York Times сообщалось, что «некоторые фанаты музыканта и Диланогисты и поднимали вопрос основаны ли некоторые из этих картин на собственном опыте и наблюдениях певца или на общедоступных фотографиях, которые были сделаны не г-м Диланом». В свою очередь, редакция Times указывала на близкое сходство между картинами Дилана и историческими фотографиями средневековой Японии и Китая, а также фотографиями Дмитрия Кесселя и Анри Картье-Брессона.
Впоследствии фотоагентство Magnum подтвердило, что Дилан лицензировал права на воспроизведение этих фотографий.
В ноябре 2012 года была организована вторая художественная выставка Дилана в Gagosian Gallery под названием «Revisionist Art». Экспозиция состояла из тридцати картин, пародирующих популярные журналы, в том числе Playboy и Babytalk. В феврале 2013 года Дилан выставил цикл картин, посвящённых Новому Орлеану (англ. The New Orleans Series) в миланской галерее Palazzo Reale.
В августе 2013 года в Национальной портретной галерее Великобритании состоялась первая крупная британская выставка музыканта, «Face Value», в которой представлены двенадцать портретов, выполненных пастелью.
В ноябре 2013 года лондонская галерея Halcyon Gallery организовала выставку «Mood Swings», в рамках которой демонстрировались семь кованых ворот, сделанных Диланом. В анонсе выставки приводились слова музыканта: «Железо окружало меня всю мою жизнь, с тех пор как я был ребёнком. Я родился и вырос в стране железной руды, где можно вдыхать и чувствовать её запах ежедневно. Ворота привлекают меня из-за негативного пространства, которое они предоставляют. Они могут быть закрыты, но в то же время позволяют паводкам и ветру проходить сквозь них. Они могут препятствовать тебе зайти или выйти. И в некотором смысле в этом нет никакой разницы». В ноябре 2016 года галерея Halcyon организовала выставку коллекции рисунков, акварелей и акриловых работ Дилана под названием «The Beaten Path». Выставка включала изображения американских пейзажей, вдохновлённых путешествиями Дилана по США. Экспозиция получила высокие оценки от ряда изданий, в том числе Vanity Fair, The Telegraph и Asia Times Online.

## Личная жизнь

### Романтические отношения

#### Сьюз Ротоло
Дилана связывали первые длительные романтические отношения с художницей Сьюз Ротоло, дочерью радикалов американской коммунистической партии. По словам музыканта: «С самого начала я не мог оторвать от неё глаз. Никого эротичнее я в жизни не видал. Светлокожая, золотоволосая, полнокровная итальянка. Воздух вдруг наполнился банановой листвой. Мы разговорились, и голова у меня пошла кругом». Ротоло сфотографирована с Диланом на обложке его альбома The Freewheelin' Bob Dylan, где они идут рука об руку. Музыкальные критики связали Ротоло с некоторыми из ранних любовных песен музыканта, в том числе с «Don’t Think Twice, It’s All Right». Их отношения закончились в 1964 году. В 2008 году Ротоло опубликовала мемуары под названием «A Freewheelin' Time» о своей жизни в Гринвич-Виллидже и отношениях с Диланом в 1960-х годах.

#### Джоан Баэз
К моменту, когда Джоан Баэз впервые встретилась с Диланом в апреле 1961 года, она уже выпустила свой первый студийный альбом и получила прозвище «королевы фолка». Услышав, как Дилан исполняет песню «With God on Our Side», певица вспоминала: «Я никогда не думала, что эта маленькая жаба может создать что-то настолько сильное». В июле 1963 года Баэз пригласила Дилана выступить с ней на сцене Ньюпортского фолк-фестиваля, на котором они выступали дуэтом ещё два следующих года. Однако к началу американского турне Дилана 1965 года их романтические отношения начали угасать, что продемонстрировано в документальном фильме «Не оглядывайся». Впоследствии Баэз гастролировала с Диланом во время его турне Rolling Thunder Revue (1975—76 годы) как сольная исполнительница, четыре песни спетые ими дуэтом фигурируют в концертном альбоме The Bootleg Series Vol. 5: Bob Dylan Live 1975, The Rolling Thunder Revue. В мае 1976 года вместе с Диланом она участвовала в съёмках телефильма Hard Rain, проходивших в городе Форт-Коллинс, штат Колорадо. Также Баэз сыграла роль «женщины в белом» в фильме «Ренальдо и Клара» (1978), снятого Диланом во время Rolling Thunder Revue. Помимо этого, Дилан и Баэз провели совместные гастроли в 1984 году (вместе с Карлосом Сантаной).
Баэз вспоминала о своём романе с Диланом в документальном фильме Мартина Скорсезе «Нет пути назад: Боб Дилан». Также, она рассказывала о Дилане в двух автобиографиях — восхищённо в «Daybreak» (1968) и более критично в «And A Voice to Sing With» (1987). Отношение Баэз с Диланом легли в основу её песни «Diamonds & Rust», которая была описана как «язвительный портрет» Дилана.

#### Сара Дилан
22 ноября 1965 года Дилан женился на Саре Лоундс, которая работала в качестве модели и секретаря кинокомпании Drew Associates. Их первый ребёнок, Байрон Джесси Дилан, родился 6 января 1966, помимо него у пары было ещё трое детей: Анна Лиа (родилась 11 июля 1967), Самуэль Исаак Абрам (родилась 30 июля 1968) и Джейкоб Люк (родился 9 декабря 1969). Также Дилан удочерил дочь Сары от предыдущего брака — Марию Лоундс (позже взяла фамилию отчима Дилан, родилась 21 октября 1961 года). Сара Дилан сыграла роль Клары в фильме Дилана «Ренальдо и Клара». Пара развелась 29 июня 1977 года.
В 1988 году Мария Дилан вышла замуж за музыканта Питера Химмельмана.
В 1990-х годы Джейкоб стал известным музыкантом, вокалистом группы Wallflowers, а Джесси — кинорежиссёром и успешным бизнесменом.

#### Кэролин Деннис
4 июня 1986 года Дилан женился на своей бэк-вокалистке Кэролин Деннис (также известной как Кэрол Деннис). 31 января 1986 года у них родилась дочь Дезайри Гэбриэль Деннис-Дилан. Пара развелась в октябре 1992 года, их брак и ребёнок оставался в строжайшем секрете до публикации биографии Говарда Соунса «Down the Highway: The Life of Bob Dylan» (2001).

### Место проживания
Основную часть времени музыкант проводит в доме на мысе Пойнт Дам, расположенном в городе Малибу, штат Калифорния, тем не менее он также владеет недвижимостью в других странах.

### Религиозные взгляды
Живя в Хиббинге, семья Дилана была частью небольшой, но сплочённой еврейской общины. В мае 1954 года он, как и положено еврейскому мальчику, достигшему совершеннолетия, прошёл обряд бар-мицвы. В 1971 году, когда ему было около тридцати, музыкант посетил Израиль, где встретился с раввином Меиром Кахане, основателем базирующейся в Нью-Йорке ультранационалистической организации «Лига защиты евреев». Журнал Time публиковал его слова о Кахане: «Он очень искренний парень. Он действительно объединил всех вместе». Однако в последующих интервью Дилан преуменьшал степень своего контакта с Кахане.
В конце 1970-х Дилан обратился к евангельскому христианству. В ноябре 1978 года под руководством своей подруги Мэри Элис Артес (англ. Mary Alice Artes) Дилан связался с Ассоциацией церквей «Виноградник». Пастор церкви Кенн Гулликсен (англ. Kenn Gulliksen) вспоминал: «Ларри Майерс и Пол Эмонд пришли в дом Боба и совершили обряд богослужения. После этого он обратился к ним: „Да, я действительно хотел обрести Христа“. В тот день он молился и принял Господа». C января по март 1979 года музыкант прошёл трёхмесячный курс паломничества — он посещал занятия по изучению Библии в церкви «Виноградник», расположенной недалеко от Лос-Анджелеса.

К 1984 году Дилан дистанцировался от религиозного движения «Рождение свыше». Позднее он коснулся этой темы в интервью Курту Лодеру из Rolling Stone: «Я никогда не говорил, что „рождён свыше“. Это просто медийный термин. И я не считаю, что был агностиком. Я всегда думал, что есть какая-то превосходящая сила, что это не реальный мир, и существует загробное царство». В ответ на вопрос Лодера, приписывает ли он себя к какой-либо церкви или синагоге, Дилан усмехнулся: «На самом деле нет. Э-м-м… к Церкви Отравленного Разума». В 1997 году музыкант изложил своё видение религии Давиду Гейтсу из Newsweek: 
Дело вот в чём, что касается меня и религии. Это абсолютная истина: я нахожу религиозность и философию в музыке. Я не нахожу их больше нигде. Песни вроде „Let Me Rest on a Peaceful Mountain“ или „I Saw the Light“ — вот моя религия. Я не приверженец раввинов, проповедников, евангелистов, всего этого. Я узнал больше из песен, нежели от любого из представителей этого [религиозного] сословия. Песни — это мой лексикон. Я верю песням
28 сентября 1997 года в интервью, опубликованном в The New York Times, журналист Джон Парелес сообщил: «Дилан сказал, что теперь он не поддерживает ни одну существующую религию».
Тем не менее Дилан поддерживал движение Хабад-Любавич, посещал их иешиву и участвовал в еврейских религиозных мероприятиях, включая бар-мицву своего сына. В сентябре 1989 года и сентябре 1991 года музыкант участвовал в хабадских телемарафонах. В 2007 году, во время религиозного поста Йом-Киппура, он посетил общину «Бет Тефилла» в Атланте, куда был приглашён прочитать главу из Торы шестым по счету.
По прошествии времени Дилан продолжал исполнять традиционные религиозные песни из своих «христианских альбомов», иногда перепевая их на концертах. О своих взглядах на религию он неоднократно упоминал в интервью: так, во время беседы с Эдом Брэдли на шоу «60 минут» музыкант заявил: «Единственный человек, перед которым вы должны дважды подумать о [своей] лжи — это либо вы сами, либо Бог». Он также объяснил свои непрекращающиеся гастроли сделкой, которую он заключил давным-давно с «главным командиром — на этой Земле, в мире, который нам неве́дом».
В 2009 году, во время интервью с Биллом Флэнаганом по поводу альбома Christmas in the Heart, журналист назвал его исполнение песни «O Little Town of Bethlehem» «героическим», подчеркнув, что музыкант «смог передать песню, как истинно верующий». Дилан ответил: «Ну, я и есть истинно верующий».

### Судебный иск
13 августа 2021 года обвинительница, названная «JC», подала иск в Верховный суд Нью-Йорка, обвиняя Дилана в сексуальном насилии и связанных с ним преступлениях, за день до истечения срока давности. [353] JC утверждала, что в течение шести недель в апреле и мае 1965 года Дилан употреблял наркотики и изнасиловал ее, когда ей было 12 лет. [354] [355] Представитель Дилана заявил, что «заявление 56-летней давности не соответствует действительности и будет решительно отклонено» [356]. Клинтон Хейлин, один из биографов Дилана, сказал, что предполагаемое насилие было невозможным из-за документально подтвержденного присутствия Дилана в других местах в то время.

## Наследие

### Признание и влияние
Дилан широко признан как одна из самых влиятельных фигур XX века, как в музыкальном, так и в культурном плане. Он был включён в список «Time 100: Герои и кумиры XX века», где его называли «выдающимся поэтом, едким социальным критиком и бесстрашным, путеводным духом контркультурного поколения». В 2008 году музыкант получил особое упоминание от жюри «Пулитцеровской премии», «за глубокое влияние на популярную музыку и американскую культуру, отмеченное лирическими композициями необычайной поэтической силы». Во время вручения «Президентской медали свободы» Барак Обама так охарактеризовал Дилана: «Это крупнейшая фигура в истории американской музыки». В течение 20 лет шведская Академия лоббировала Нобелевский комитет, с целью присуждения музыканту Нобелевской премии по литературе, которая была присуждена ему в 2016 году, сделав Дилана первым музыкантом, который был отмечен подобной награды. Гораций Энгдаль, член Нобелевского Комитета, так описал место Дилана в литературной истории: 
…певец, достойный места рядом с греческими бардами, рядом с Овидием, рядом с визионерами романтизма, рядом с королями и королевами блюза, рядом с забытыми мастерами выдающихся песенных стандартов.
Я любил его, потому что он писал красивые песни. Я любил его так называемый протестный материал. Но важнее был его голос. Мне не принципиально было слушать, что он поёт. Он приходил со своими записями и говорил: „Послушай это, Джон. Как тебе текст?“. Я отвечал: „Это не важно, звук — вот что имеет значение. Это главное“. Тебе не обязательно было слушать что поёт Боб Дилан, тебе просто нужно было услышать, как он это делает, как медиум транслирующий послание… Я очень его уважал.
Журнал Rolling Stone присудил Дилану 1-е место в своём списке «100 величайших авторов песен всех времён», а также назвал его композицию «Like a Rolling Stone» «Величайшей песней всех времён», в аналогичном рейтинге 2011 года. В свою очередь, музыкальный журнал Blender поставил Дилана на 1-е место списка «50 рок-гениев». В 1998 году журнал Time включил Дилана в список «100 наиболее влиятельных людей XX века». В 2010 году журнал Rolling Stone присудил Дилану 7-е место в рейтинге «100 лучших голосов в истории». В список того же издания «500 величайших альбомов всех времён» были включены 11 пластинок Дилана, что является рекордом среди музыкальных исполнителей, в аналогичном рейтинге песен певец занял 3-е место. По состоянию на 2017 год общее количество проданных альбомов музыканта превышает 120 миллионов копий по всему миру. В 2020 году, после выпуска пластинки Rough and Rowdy Ways, Дилан стал первым музыкантом в истории, чьи пластинки на протяжении шестидесяти лет, начиная с 1960-х годов, оказывались в Top-40 чарта Billboard 200.
Первоначально оттачивая свой авторский стиль на песнях Вуди Гатри, блюзе Роберта Джонсона, и тем, что он назвал «архитектурными формами» композиций Хэнка Уильямса, Дилан добавлял всё более изысканные лирические приёмы к, исполняемой им, фолк-музыке начала 1960-х годов, придавая ей «интеллектуальность классической литературы и поэзии». По мнению Пола Саймона, ранние песни Дилана фактически стали олицетворением фолка: «Его ранние композиции были очень влиятельными… с сильными мелодиями. „Blowin' in the Wind“ имеет по-настоящему сильную мелодию. Он стал настолько заметной фигурой в фолк-музыке, что на некоторое время поглотил её. Какое-то время он [единолично] определял этот жанр».

Когда Дилан перешел от акустической музыки и блюза к «электрическому» року, его творчество стало более сложным. Для многих критиков величайшим достижением музыканта был культурный синтез, проиллюстрированный трилогией альбомов середины — Bringing It All Back Home, Highway 61 Revisited и Blonde on Blonde. По словам Майка Маркьюза: 
Между концом 1964 и серединой 1966 года Дилан создал уникальное собрание произведений. Опираясь на фолк, блюз, кантри, ритм-энд-блюз, рок-н-ролл, госпел, британский бит, символизм, модернизм и бит-поэзию, сюрреализм и дадаизм, а также фразы из рекламы и социальные комментарии, [цитаты из] Феллини и журнала „Mad“, он выработал связный и самобытный творческий почерк и видение. Красота этих альбомов [по-прежнему] сохраняет силу шокировать и утешать.
Тексты Дилана стали предметом тщательно изучения учеными и поэтами ещё в 1998 году, когда Стэнфордский университет выступил спонсором первой международной научной конференции посвящённой творчеству музыканта. В 2004 году Ричард Ф. Томас, профессор классической литературы Гарвардского университета, организовал, первый в своём роде, семинар под названием «Дилан», который был посвящён «обсуждению музыканта не только в контексте поп-культуры последних пятидесяти лет, но и в рамках традиции классических поэтов, таких как Вергилий и Гомер». В свою очередь, в 2009 году Уильям Арктандер О’Брайен, литературовед и профессор немецкой и сравнительной литературы Калифорнийского университета в Сан-Диего, увековечил вклад Дилана в мировую литературу, создав полный академический курс посвящённый музыканту, в ходе которого анализировалось «историческое, политическое, экономическое, эстетическое и культурное значение творчества Дилана».
В 2004 году литературный критик Кристофер Рикс опубликовал книгу «Dylan’s Visions of Sin» — 500-страничный анализ творчества музыканта. По словам автора: «Я бы не взялся за книгу о Дилане, которая будет стоять рядом с моими работами о Мильтоне и Китсе, Теннисоне и Т. С. Элиоте, если бы не считал Дилана гением [английского] языка». В 2007 году бывший британский поэт-лауреат Эндрю Мошен предложил, ввести тексты музыканта в школьную программу. Эксперты «Британской энциклопедии» выражали консенсус, что литературный стиль Дилана является его выдающимся творческим достижением, о чём отмечалось в соответствующей формулировке: «Провозглашённый Шекспиром своего поколения, Дилан… установил стандарт для написания текстов».
Дилану удалось то, что смогли сделать не многие исполнители: он изменил популярную музыку, причём мы все были тому свидетелями. Никто сейчас уже не поет так, как Пресли, но несколько сотен человек пытаются подражать Дилану. Когда Сэм Кук играл песни Дилана молодому Бобби Уомаку, тот говорил, что не понимает эти композиции. Кук рассказал, что дело не в красоте голоса, а в том, что этот голос говорит правду. […] Впервые я услышал Дилана когда мне было 13. […] Его голос показался мне жутко современным и понятным. […] Тогда мы думали, что в Америке живут одни лишь супермены, но Боб пел о простых людях, фермерах, работягах, и о тех несправедливостях, что творятся с ними в повседневной жизни. Он был голосом поколения, поднявшегося против предыдущего поколения.
Также, внимание критиков было обращено к голосу Дилана. Обозреватель The New York Times Роберт Шелтон описал ранний вокальный стиль музыканта, как «ржавый голос, напоминающий старые выступления Вуди Гатри, высеченный в гравии, как Дэйв Ван Ронк». В свою очередь, Дэвид Боуи, сочинивший оммаж музыканту под названием «Song for Bob Dylan», назвал голос Дилана «подобным песку и клею». Тем не менее музыкант продолжил совершенствовать свой вокал, когда начал работать с рок-н-ролльной группой; так, критик Майкл Грей описал голос Дилана в песне «Like a Rolling Stone», как «юный и в то же время язвительно циничный». По мнению критиков, с годами голос музыканта стал более выразительным, о чём неоднократно отмечалось в рецензиях к его работам в 1980-х. Кристоф Леболд из журнала Oral Tradition писал: «Более поздний, сломанный голос Дилана позволяет ему преподнести своё мировоззрение с помощью звуковой плоскости песен — этот голос проносит нас через пейзаж разбитого, падшего мира. Анатомия разбитого мира в „Everything is Broken“ (альбом Oh Mercy) — это лишь пример того, как тематическая проблематика песни основывается на конкретной звуковой реальности».
Творчество Дилана имеет корневое влияние на многие музыкальные жанры. По словам журналистки издания USA Today Эдны Гундерсен: «Музыкальная ДНК Дилана присутствует почти в каждой спирали поп-музыки, начиная с 1962 года». Панк-музыкант Джо Страммер хвалил Дилана за то, что он «заложил шаблон для лирики, звучания, серьёзности, духовности и глубины рок-музыки». Среди других известных музыкантов, которые отмечали важность творчества Дилана, были: Джонни Кэш, Джерри Гарсия, Джон Леннон, Пол Маккартни, Пит Таунсенд, Нил Янг, Брюс Спрингстин, Дэвид Боуи, Брайан Ферри, Ник Кейв, Патти Смит, Сид Барретт, Джони Митчелл, Том Уэйтс и Леонард Коэн. Помимо этого, Дилан внёс значительный вклад в первоначальный успех The Byrds и The Band: первые добились популярности благодаря кавер-версии его песни «Mr. Tambourine Man» и одноимённого альбома, вторые — гастролировали с музыкантом во время его турне 1966 года в качестве концертной группы, а также участвовали вместе с ним в сессиях The Basement Tapes. Кроме того, Дилан был автором 1-й и соавтором 2-х песен на их дебютном диске Music from Big Pink. Многие известные музыканты в открытую копировали мелодии песен Дилана, так Джордж Харрисон заимствовал последовательность аккордов композиции «Sad Eyed Lady of the Lowlands» для песни «Long, Long, Long».
Некоторые критики выражали несогласие с позиционированием Дилана как провидца в поп-музыке. В своей книге «Awopbopaloobop Alopbamboom» британский журналист Ник Кон заявил: «Я не воспринимаю мировоззрение Дилана с позиции провидца или подросткового мессии, как и всё остальное, за что его боготворили. На мой взгляд, это посредственный талант с большим даром саморекламы». В свою очередь, австралийский критик Джек Маркс приписал Дилану изменение образа рок-звезды: «Нельзя оспорить то, что Дилан изобрёл высокомерное, квази-интеллектуальное позёрство, которое с тех пор стало доминирующим стилем в рок-музыке, все — от Мика Джаггера до Эминема тренируются по методичке Дилана». Также, музыкант подвергался критике со стороны своих коллег. В интервью 2010 года Джони Митчелл назвала Дилана «плагиатором», а его голос «подделкой», несмотря на обоюдное сотрудничество в прошлом, в частности совместные гастроли и записи кавер-версий. Высказывание Митчелл привело к полемике об использовании Диланом материала других музыкантов, ряд критиков поддержал её точку зрения, однако многие высказались против. В 2012 году, во время интервью Микалу Гилмору из Rolling Stone, Дилан ответил на обвинения в плагиате, в том числе коснувшись темы использования стихов поэта Генри Тимрода в альбоме Modern Times, отметив что это «часть традиции». Во время интервью критику Джону Бриму, на его вопрос, что пассажи песни «Dark Eyes» (альбом Empire Burlesque), «частично взяты из фильмов Хамфри Богарта, а частично из диалогов сериала „Star Trek“», певец Алекс Лубет ответил: «В других местах альбома также просматривается связь с кинематографом . В определённом смысле этот альбом начинает волну „Диланологии“, когда люди начинают исследовать его песни с целью обнаружить заимствования». В свою очередь критик Дон Маклиз заявил: «Дилан всегда был сорокой. Я не знаю откуда взята эта мелодия, но я уверен, […] что не он её написал». Также, критике неоднократно подвергался вокал артиста, так редакция The Telegraph поставила его на первое место в своём списке «10 великих певцов, которые не умеют петь».

Если деятельность Дилана в 1960-х годах рассматривалась как привнесение интеллектуальных амбиций в поп-музыку, то в XXI веке критики характеризовали музыканта как фигуру, которая значительно расширила фолк-культуру в целом, жанр который являлся для него отправной точкой. В 2007 году американский кинокритик The Village Voice Джим Хоберман назвал байопик «Меня там нет», посвящённый жизни музыканта, лучшим фильмом года, отметив: 
Если бы Элвис не родился, то кто-то другой, несомненно, открыл бы миру рок-н-ролл. Однако такая логика не применима к Бобу Дилану. Ни один железный закон истории не предполагал, что потенциальный Элвис из Хиббинга, штат Миннесота, может отколоться от фолк-движения Гринвич-Виллиджа, чтобы стать первым и величайшим рок-н-ролльным битником-бардом, а затем — добившись безмерной славы и обожания — растворится в фолк-традиции, созданной им самим.
Дилан сломал, казалось бы, вечный стереотип поп-культуры — что популярная песня обязательно примитивна, что она не может быть интеллектуальной, философичной, нести в себе формы высокой поэзии. Он писал стихи в полный рост. Он взял всю эту высоколобую поэтическую традицию и забросил в словесное болото поп-культуры. Это было абсолютным шоком и произвело огромное впечатление на его современников, на того же Джона Леннона; многие объявили Дилана своим гуру и стали писать в его стиле. Это касалось и наших ребят — Бориса Гребенщикова, Майка Науменко, в меньшей степени — Андрея Макаревича.
После того, как Дилан был удостоен Нобелевской премии по литературе, газета The New York Times выпустила материал, в котором анализировала это решение: «Выбирая популярного музыканта для высшей награды литературного мира, шведская Академия, которая присуждает премию, радикально пересмотрела границы литературы, дав старт дискуссии о том, имеют ли тексты песен такую же художественную ценность, как поэзия или романы». Полемику поддержали писатели, мнения которых варьировались от сарказма — Ирвина Уэлш назвал это решение «непродуманной ностальгической наградой, вырванной из прогорклых простат дряхлых, мерзких хиппи», до энтузиазма — Салман Рушди парировал: «От Орфея до Фаиза, песня и поэзия были [всегда] тесно связаны. Дилан — блестящий наследник бардской традиции. Хороший выбор». Мнения представителей российской культуры были в целом на стороне Дилана, так лидер группы «Машина времени» Андрей Макаревич заявил, что эту награду стоило присудить Дилану гораздо раньше: «Он принёс поэзию в рок-культуру, объяснив человечеству, что рок-музыка и песни под гитару — это не только про любовь мальчика к девочке, а вообще про то, что происходит в мире. Джон Леннон не был бы Джоном Ленноном, если бы не познакомился с Бобом Диланом».
В свою очередь поэт Лев Рубинштейн назвал неожиданным решение Нобелевского комитета: «Решение жутко неожиданное, очень экстравагантное. Поскольку я очень люблю Боба Дилана, то я очень радуюсь».
Тем не менее музыкант Юрий Лоза, известный своими скандальными высказываниями, заявил, что Дилан не заслужил Нобелевской премии: «Нет там у него никаких стихов! Их знать никто не знает и никто не слышал! Его стихи никогда не переводили. И песни его ни один оркестр в мире не играл, и композитором он никогда не считался! Боб Дилан — это обычный бард, каких в любой стране навалом».

### Архивы и трибьюты
Архив Дилана, включающий записные книжки, черновики песен, бизнес-контракты, записи и фильмы, хранится в Helmerich Center for American Research музея Gilcrease Museum в Талсе, штат Оклахома, в котором также представлена экспозиция рукописей Вуди Гатри. Помимо этого, фонд George Kaiser Family Foundation объявил конкурс на архитектурный дизайн для центра, посвящённого Бобу Дилану, в одном из районов Талсы — Arts District.
В 2005 году улица 7th Avenue East в Хиббинге, на которой Дилан жил в период с 6 до 18 лет, была переименована в честь музыканта — Bob Dylan Drive. На одной из улиц города встроена звезда с именем Дилана, в стиле «Аллеи славы», также на ней написана буква «Z» — в честь ресторана «Zimmy», недалеко от которого она расположена, считавшегося неофициальным музеем музыканта. В 2006 году в городе Дулут, где родился Дилан, был открыт туристический маршрут «Bob Dylan Way» — 1,8-мильный маршрут проходит по «культурным и исторически значимым районам центра города».
В 2015 году состоялась презентация массивной настенной росписи с изображением Боба Дилана в центре Миннеаполиса, где Дилан учился в университете. Роспись была создана бразильским уличным художником Эдуардо Коброй и подписана названием одной из композиций музыканта — «The Times They Are a-Changin’».

## Награды

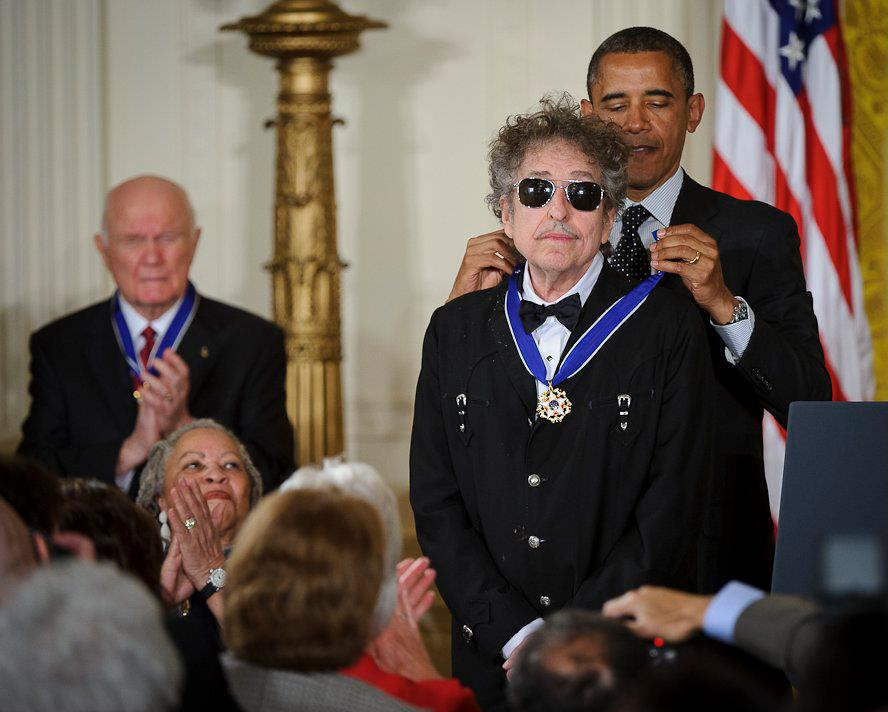
Боб Дилан получает Президентскую медаль Свободы от Барака Обамы

На протяжении всей своей карьеры Дилан был удостоен множества престижных наград, включая Нобелевскую премию по литературе, двенадцать премий «Грэмми», один «Оскар» и один «Золотой глобус». Помимо этого, он был включён в Зал славы рок-н-ролла, Зал славы авторов песен и Зал славы авторов песен Нэшвилла.
В январе 1990 года Дилан был награждён Орденом Искусств и литературы. В мае 2000 года музыкант получил приз «Polar Music Prize», который вручал Король Швеции Карл XVI. В июне 2007 года он стал лауреатом Премии принцессы Астурийской в категории «Искусство». В 2008 году музыкант получил специальный приз Пулитцеровской премии. В 2009 году удостоен Национальной медалью США в области искусств. В мае 2012 года ему была вручена Президентская медаль Свободы. В феврале 2015 года Национальная академия искусства и науки звукозаписи объявила Дилана «Человеком года» в знак признания его «филантропского и художественного вклада в общество». В ноябре 2013 года музыкант получил Орден Почётного легиона от министра образования Франции Орели Филиппетти. Помимо этого Дилан является лауреатом награды имени Томаса Пейна, медали центра имени Джона Кеннеди, приза имени Дороти и Лиллиан Гиш, а также «Почётным доктором музыки» Принстонского и Сент-Эндрюсского университетов.

### Нобелевская премия по литературе
Боб Дилан неоднократно был номинирован на Нобелевскую премию по литературе. 13 октября 2016 года Нобелевский комитет объявил, что Дилан стал лауреатом награды «за создание новых поэтических выражений в великой американской песенной традиции». В материале об этом событии газета The New York Times отметила: «Г-н Дилан, 75 лет, является первым музыкантом, получившим награду, и решение о его награждении, возможно, является самым радикальным решением в истории [Нобелевской премии], восходящей к 1901 году».
До этого события единственным человеком в истории, удостоенным и «Оскара», и Нобелевской премии, был Джордж Бернард Шоу. Дилан присоединился к нему в 2016-м, став вторым.
21 октября член шведской Академии, писатель Пер Вестберг, назвал Дилана «грубым и высокомерным» за игнорирование попыток Нобелевского Комитета связаться с ним. В свою очередь, постоянный секретарь Академии Сара Даниус заявила: «Шведская Академия никогда не комментировала решения лауреата в подобном контексте, и не будет делать этого впредь». Она подчеркнула, что мнение Вестберга — частное, и не должно рассматриваться как официальное заявление академии. После двух недель спекуляций в прессе Дилан прервал молчание, заявив в интервью Эдне Гундерсен, что получение награды было «удивительно, невероятно. Кто-нибудь мечтает о чём-то подобном?».
17 ноября шведская Академия объявила, что Дилан не поедет в Стокгольм на церемонию вручения награды из-за «уже имеющихся обязательств». 10 декабря 2016 года на Нобелевском банкете в Стокгольме от имени Дилана выступила посол США в Швеции Азита Раджи. В торжественной речи говорилось: «С самого детства я читал и впитывал сочинения тех, кто был прежде признан достойным этой регалии: Киплинга, Шоу, Томаса Манна, Перл Бак, Альбера Камю, Хемингуэя. Эти гиганты литературы, чьи книги теперь изучают в школах, хранят в библиотеках по всему миру и обсуждают с благоговением, всегда производили на меня глубокое впечатление. То, что теперь мое имя будет с ними в одном списке, по-настоящему неописуемо».
Вместо Дилана Нобелевскую премию приняла певица Патти Смит, «невообразимо» исполнив его песни «A Hard Rain’s a-Gonna Fall» в сопровождении оркестра.
2 апреля 2017 года секретарь Академии Даниус выступила с заявлением: «Сегодня шведская Академия встретилась с Бобом Диланом на частной церемонии [без присутствия средств массовой информации] в Стокгольме, в ходе которой Дилан получил золотую медаль и диплом. Присутствовали двенадцать членов Академии. Настроение было отличным. Было шампанское. Довольно много времени было потрачено на то, чтобы внимательно рассмотреть золотую медаль, в частности её обратную сторону, [где изображён] образ молодого человека, сидящего под Лавровым деревом, который слушает Музу. Надпись под изображением, основанная на стихе (VI.663) из „Энеиды“ Виргилия, гласит: „Inventas vitam iuvat excoluisse per artes“ — „[Тому, кто] поспособствовал украшению жизни искусством“».
5 июня 2017 года Нобелевская лекция Дилана была размещена на сайте Нобелевской премии. Согласно регламенту Академии, чтобы получить денежную премию, 8 миллионов шведских крон (900 000 долларов США), лауреат «должен выступить с лекцией в течение шести месяцев после официальной церемонии, которая предусматривала крайний срок для г-на Дилана — 10 июня». Впоследствии Академия прокомментировала эссе музыканта: «Речь крайне экстраординарная и, как и следовало ожидать, красноречивая. Теперь, когда лекция была представлена, приключение Дилана подходит к концу». В своём эссе Дилан рассказал о влиянии, которое оказали на него три «важные» книги: «Моби Дик» Германа Мелвилла, «На Западном фронте без перемен» Эриха Марии Ремарка и «Одиссея» Гомера. После чего подытожил: «Наши песни живы в земле живых. Но песни не похожи на литературу. Их полагается петь, а не читать. Слова в пьесах Шекспира полагалось разыгрывать на сцене. Так же и слова песен надо петь, а не читать на странице. И я надеюсь, что кому-то из вас выпадет случай послушать эти слова так, как их изначально и нужно было слышать — на концерте или в записи, или как ещё люди нынче слушают песни. Я же снова вернусь к Гомеру, который сказал: „Пой во мне, Муза, и мною рассказывай повесть“».
Аккомпанемент для аудиоверсии речи был написан джазовым пианистом Аланом Паскуа.

## Дискография
| - 1. Bob Dylan — 1962 - 2. The Freewheelin’ Bob Dylan — 1963 - 3. The Times They Are A-Changin' — 1964 - 4. Another Side of Bob Dylan — 1964 - 5. Bringing It All Back Home — 1965 - 6. Highway 61 Revisited — 1965 - 7. Blonde on Blonde — 1966 - 8. John Wesley Harding — 1967 - 9. Nashville Skyline — 1969 - 10. Self Portrait — 1970 - 11. New Morning — 1970 - 12. Pat Garrett & Billy the Kid — 1973 (саундтрек) - 13. Dylan — 1973 - 14. Planet Waves — 1974 | - 15. Blood on the Tracks — 1975 - 16. The Basement Tapes — 1975 - 17. Desire — 1976 - 18. Street Legal — 1978 - 19. Slow Train Coming — 1979 - 20. Saved — 1980 - 21. Shot of Love — 1981 - 22. Infidels — 1983 - 23. Empire Burlesque — 1985 - 24. Knocked Out Loaded — 1986 - 25. Down in the Groove — 1988 - 26. Oh Mercy — 1989 - 27. Under the Red Sky — 1990 - 28. Good as I Been to You — 1992 | - 29. World Gone Wrong — 1993 - 30. Time Out of Mind — 1997 - 31. Love and Theft — 2001 - 32. Modern Times — 2006 - 33. Together Through Life — 2009 - 34. Christmas in the Heart — 2009 - 35. Tempest — 2012 - 36. Shadows in the Night — 2015 - 37. Fallen Angels — 2016 - 38. Triplicate — 2017 - 39. Rough and Rowdy Ways — 2020 - 40. Shadow Kingdom — 2023 - Traveling Wilburys Vol. 1 — 1988 - Traveling Wilburys Vol. 3 — 1990 |